# Xavier Naidoo/Diskografie
Diese Diskografie ist eine Übersicht über die musikalischen Werke des deutschen Soul- und R&B-Sängers Xavier Naidoo und seiner Pseudonyme wie Der Xer und Xavas. Den Schallplattenauszeichnungen zufolge hat er bisher mehr als 7,2 Millionen Tonträger verkauft, davon alleine in seiner Heimat über 6,6 Millionen Tonträger, womit er zu den Interpreten mit den meisten verkauften Tonträgern des Landes zählt. Seine erfolgreichste Veröffentlichung ist das zweite Studioalbum Nicht von dieser Welt mit über 1,1 Millionen verkauften Einheiten. Das Album verkaufte sich alleine in Deutschland über eine Million Mal und zählt zu den meistverkauften Musikalben des Landes.

## Alben

### Studioalben
| Jahr | Titel Musiklabel                                       | Höchstplatzierung, Gesamtwochen, AuszeichnungChartplatzierungen (Jahr, Titel, Musiklabel, Platzierungen, Wochen, Auszeichnungen, Anmerkungen) | Höchstplatzierung, Gesamtwochen, AuszeichnungChartplatzierungen (Jahr, Titel, Musiklabel, Platzierungen, Wochen, Auszeichnungen, Anmerkungen) | Höchstplatzierung, Gesamtwochen, AuszeichnungChartplatzierungen (Jahr, Titel, Musiklabel, Platzierungen, Wochen, Auszeichnungen, Anmerkungen) | Anmerkungen                                                               |
| Jahr | Titel Musiklabel                                       | DE | AT | CH | Anmerkungen                                                               |
| ---- | ------------------------------------------------------ | --- | --- | --- | ------------------------------------------------------------------------- |
| 1994 | Seeing Is Believing DUR Music/Megaphon Music           | — | — | — | Erstveröffentlichung: 27. September 1994 (USA) Neuauflage: Mai 2003 (DEU) |
| 1998 | Nicht von dieser Welt 3p                               | DE1 ×2Doppelplatin · (101 Wo.)DE | AT5 Platin · (37 Wo.)AT | CH12 Platin · (60 Wo.)CH | Erstveröffentlichung: 30. Mai 1998 Verkäufe: + 1.100.000                  |
| 2002 | Zwischenspiel – Alles für den Herrn Naidoo Records     | DE1 ×2Doppelplatin · (86 Wo.)DE | AT1 Platin · (92 Wo.)AT | CH3 ×2Doppelplatin · (56 Wo.)CH | Erstveröffentlichung: 25. März 2002 Verkäufe: + 800.000                   |
| 2005 | Telegramm für X Naidoo Records                         | DE1 ×4Vierfachplatin · (77 Wo.)DE | AT1 (60 Wo.)AT | CH1 ×3Dreifachgold · (63 Wo.)CH | Erstveröffentlichung: 25. November 2005 Verkäufe: + 860.000               |
| 2009 | Alles kann besser werden Naidoo Records                | DE1 ×2Doppelplatin · (103 Wo.)DE | AT3 (31 Wo.)AT | CH2 Gold · (42 Wo.)CH | Erstveröffentlichung: 9. Oktober 2009 Verkäufe: + 415.000                 |
| 2013 | Mordsmusik Naidoo Records                              | DE62 (1 Wo.)DE | AT44 (2 Wo.)AT | — | Erstveröffentlichung: 8. März 2013 als Der Xer                            |
| 2013 | Bei meiner Seele Naidoo Records                        | DE1 Platin · (36 Wo.)DE | AT1 Gold · (27 Wo.)AT | CH3 (21 Wo.)CH | Erstveröffentlichung: 31. Mai 2013 Verkäufe: + 207.500                    |
| 2014 | Tanzmusik (Xavier lebt hier nicht mehr) Naidoo Records | — | — | — | Erstveröffentlichung: 12. Dezember 2014 als Der Xer                       |
| 2016 | Nicht von dieser Welt 2 Naidoo Records                 | DE1 Gold · (24 Wo.)DE | AT1 (15 Wo.)AT | CH1 (19 Wo.)CH | Erstveröffentlichung: 1. April 2016 Verkäufe: + 100.000                   |
| 2017 | Für dich. Naidoo Records                               | DE3 (10 Wo.)DE | AT6 (5 Wo.)AT | CH5 (12 Wo.)CH | Erstveröffentlichung: 24. November 2017                                   |
| 2019 | Hin und weg Naidoo Records                             | DE3 (11 Wo.)DE | AT8 (5 Wo.)AT | CH4 (10 Wo.)CH | Erstveröffentlichung: 19. Juli 2019                                       |

### Kollaboalben
| Jahr | Titel Musiklabel                         | Höchstplatzierung, Gesamtwochen, AuszeichnungChartplatzierungen (Jahr, Titel, Musiklabel, Platzierungen, Wochen, Auszeichnungen, Anmerkungen) | Höchstplatzierung, Gesamtwochen, AuszeichnungChartplatzierungen (Jahr, Titel, Musiklabel, Platzierungen, Wochen, Auszeichnungen, Anmerkungen) | Höchstplatzierung, Gesamtwochen, AuszeichnungChartplatzierungen (Jahr, Titel, Musiklabel, Platzierungen, Wochen, Auszeichnungen, Anmerkungen) | Anmerkungen                                                                            |
| Jahr | Titel Musiklabel                         | DE | AT | CH | Anmerkungen                                                                            |
| ---- | ---------------------------------------- | --- | --- | --- | -------------------------------------------------------------------------------------- |
| 2012 | Gespaltene Persönlichkeit Naidoo Records | DE1 Platin · (25 Wo.)DE | AT3 (18 Wo.)AT | CH1 (22 Wo.)CH | Erstveröffentlichung: 21. September 2012 Verkäufe: + 200.000; mit Kool Savas als Xavas |

### Livealben
| Jahr | Titel Musiklabel                                                                   | Höchstplatzierung, Gesamtwochen, AuszeichnungChartplatzierungen (Jahr, Titel, Musiklabel, Platzierungen, Wochen, Auszeichnungen, Anmerkungen) | Höchstplatzierung, Gesamtwochen, AuszeichnungChartplatzierungen (Jahr, Titel, Musiklabel, Platzierungen, Wochen, Auszeichnungen, Anmerkungen) | Höchstplatzierung, Gesamtwochen, AuszeichnungChartplatzierungen (Jahr, Titel, Musiklabel, Platzierungen, Wochen, Auszeichnungen, Anmerkungen) | Anmerkungen                                                                            |
| Jahr | Titel Musiklabel                                                                   | DE | AT | CH | Anmerkungen                                                                            |
| ---- | ---------------------------------------------------------------------------------- | --- | --- | --- | -------------------------------------------------------------------------------------- |
| 1999 | Live 3p                                                                            | DE9 Gold · (12 Wo.)DE | AT18 (6 Wo.)AT | CH33 (4 Wo.)CH | Erstveröffentlichung: 1. November 1999 Verkäufe: + 150.000                             |
| 2003 | … Alles Gute vor uns … Naidoo Records                                              | DE8 Gold · (21 Wo.)DE | AT2 Gold · (26 Wo.)AT | CH11 Gold · (19 Wo.)CH | Erstveröffentlichung: 2. Juni 2003 Verkäufe: + 235.000                                 |
| 2008 | Wettsingen in Schwetzingen – MTV Unplugged Dein Label/Naidoo Records               | DE1 Platin · (52 Wo.)DE | AT2 Gold · (21 Wo.)AT | CH1 Gold · (22 Wo.)CH | Erstveröffentlichung: 19. September 2008 Verkäufe: + 225.000; mit den Söhnen Mannheims |
| 2010 | Alles kann besser werden – live Naidoo Records                                     | DE*DE | AT15 (10 Wo.)AT | CH*CH | Erstveröffentlichung: 12. November 2010 * siehe Alles kann besser werden               |
| 2014 | Hört, Hört! Live von der Waldbühne Naidoo Records                                  | DE10 (10 Wo.)DE | AT19 (6 Wo.)AT | CH28 (6 Wo.)CH | Erstveröffentlichung: 28. November 2014                                                |
| 2016 | Nicht von dieser Welt 2 – Allein mit Flügel live Naidoo Records                    | DE*DE | AT*AT | CH*CH | Erstveröffentlichung: 28. Oktober 2016 * siehe Nicht von dieser Welt 2                 |
| 2019 | Danke fürs Zuhören 2 – Nicht von dieser Welt Tour – Die Zweite 2017 Naidoo Records | DE35 (1 Wo.)DE | AT57 (1 Wo.)AT | — | Erstveröffentlichung: 22. November 2019                                                |

### Kompilationen
| Jahr | Titel Musiklabel                                              | Höchstplatzierung, Gesamtwochen, AuszeichnungChartplatzierungen (Jahr, Titel, Musiklabel, Platzierungen, Wochen, Auszeichnungen, Anmerkungen) | Höchstplatzierung, Gesamtwochen, AuszeichnungChartplatzierungen (Jahr, Titel, Musiklabel, Platzierungen, Wochen, Auszeichnungen, Anmerkungen) | Höchstplatzierung, Gesamtwochen, AuszeichnungChartplatzierungen (Jahr, Titel, Musiklabel, Platzierungen, Wochen, Auszeichnungen, Anmerkungen) | Anmerkungen                                               |
| Jahr | Titel Musiklabel                                              | DE | AT | CH | Anmerkungen                                               |
| ---- | ------------------------------------------------------------- | --- | --- | --- | --------------------------------------------------------- |
| 2012 | Danke für’s Zuhören – Liedersammlung 1998–2012 Naidoo Records | DE1 ×2Doppelplatin · (78 Wo.)DE | AT1 Platin · (65 Wo.)AT | CH1 (39 Wo.)CH | Erstveröffentlichung: 3. Februar 2012 Verkäufe: + 420.000 |

### EPs
| Jahr | Titel Musiklabel                                              | Anmerkungen                                                                       |
| ---- | ------------------------------------------------------------- | --------------------------------------------------------------------------------- |
| 2021 | Deutschland krempelt die Ärmel hoch Die Firma (Eigenvertrieb) | Erstveröffentlichung: 24. September 2021 mit Hannes Ostendorf als Hannes & Xavier |

## Singles

### Als Leadmusiker
| Jahr | Titel Album                                                                            | Höchstplatzierung, Gesamtwochen, AuszeichnungChartplatzierungen (Jahr, Titel, Album, Platzierungen, Wochen, Auszeichnungen, Anmerkungen) | Höchstplatzierung, Gesamtwochen, AuszeichnungChartplatzierungen (Jahr, Titel, Album, Platzierungen, Wochen, Auszeichnungen, Anmerkungen) | Höchstplatzierung, Gesamtwochen, AuszeichnungChartplatzierungen (Jahr, Titel, Album, Platzierungen, Wochen, Auszeichnungen, Anmerkungen) | Anmerkungen                                                                                     | [↑]: gemeinsam behandelt mit vorhergehendem Eintrag; [←]: in beiden Charts platziert |
| Jahr | Titel Album                                                                            | DE | AT | CH | Anmerkungen                                                                                     |                                                                                      |
| --- | -------------------------------------------------------------------------------------- | --- | --- | --- | ----------------------------------------------------------------------------------------------- | ------------------------------------------------------------------------------------ |
| 1998 | 20.000 Meilen Nicht von dieser Welt                                                    | DE32 (10 Wo.)DE | — | — | Erstveröffentlichung: 17. April 1998                                                            |                                                                                      |
| 1998 | Nicht von dieser Welt                                                                  | DE19 (16 Wo.)DE | — | — | Erstveröffentlichung: 3. August 1998                                                            |                                                                                      |
| 1998 | Führ mich ans Licht Nicht von dieser Welt                                              | DE27 (13 Wo.)DE | AT35 (5 Wo.)AT | CH40 (5 Wo.)CH | Erstveröffentlichung: 23. November 1998                                                         |                                                                                      |
| 1999 | Sie sieht mich nicht Asterix und Obelix gegen Caesar (O.S.T.)                          | DE2 Platin · (22 Wo.)DE | AT11 (13 Wo.)AT | CH5 (19 Wo.)CH | Erstveröffentlichung: 22. März 1999 Verkäufe: + 500.000                                         |                                                                                      |
| 1999 | Eigentlich gut Nicht von dieser Welt                                                   | DE32 (9 Wo.)DE | — | — | Erstveröffentlichung: 19. Juli 1999                                                             |                                                                                      |
| 1999 | Bis an die Sterne (live) Live                                                          | — | — | — | Erstveröffentlichung: 1. November 1999                                                          |                                                                                      |
| 2000 | Seine Straßen Nicht von dieser Welt                                                    | DE15 (13 Wo.)DE | AT40 (1 Wo.)AT | CH37 (11 Wo.)CH | Erstveröffentlichung: 26. Juni 2000                                                             |                                                                                      |
| 2001 | Lied (du, nur du) Bis an alle Sterne (Sampler) • Zwischenspiel – Alles für den Herrn   | DE54 (4 Wo.)DE | — | — | Erstveröffentlichung: 18. Juni 2001 mit Ben Becker                                              |                                                                                      |
| 2002 | Wo willst du hin? Zwischenspiel – Alles für den Herrn                                  | DE3 (17 Wo.)DE | AT13 (18 Wo.)AT | CH11 (15 Wo.)CH | Erstveröffentlichung: 18. Februar 2002                                                          |                                                                                      |
| 2002 | Bevor du gehst Zwischenspiel – Alles für den Herrn                                     | DE5 (17 Wo.)DE | AT14 (32 Wo.)AT | CH29 (16 Wo.)CH | Erstveröffentlichung: 3. Juni 2002                                                              |                                                                                      |
| 2002 | Wenn ich schon Kinder hätte Zwischenspiel – Alles für den Herrn                        | DE47 (5 Wo.)DE | AT49 (4 Wo.)AT | — | Erstveröffentlichung: 23. September 2002 feat. Curse                                            |                                                                                      |
| 2002 | Abschied nehmen Zwischenspiel – Alles für den Herrn                                    | DE5 (15 Wo.)DE | AT6 (23 Wo.)AT | CH43 (10 Wo.)CH | Erstveröffentlichung: 4. Dezember 2002                                                          |                                                                                      |
| 2003 | Ich kenne nichts (das so schön ist wie du) Zwischenspiel – Alles für den Herrn (Jewel) | DE1 Gold · (45 Wo.)DE | AT2 Platin · (41 Wo.)AT | CH3 Gold · (33 Wo.)CH | Erstveröffentlichung: 19. Mai 2003 Verkäufe: + 200.000; mit RZA                                 |                                                                                      |
| 2005 | Dieser Weg Telegramm für X                                                             | DE2 Gold · (80 Wo.)DE | AT2 (27 Wo.)AT | CH3 (67 Wo.)CH | Erstveröffentlichung: 4. November 2005 Verkäufe: + 150.000                                      |                                                                                      |
| 2006 | Bist du am Leben interessiert? Telegramm für X                                         | DE27 (10 Wo.)DE | AT32 (14 Wo.)AT | CH24 (10 Wo.)CH | Erstveröffentlichung: 10. März 2006 mit Tone                                                    |                                                                                      |
| 2006 | Zeilen aus Gold Telegramm für X                                                        | DE32 (14 Wo.)DE | AT49 (14 Wo.)AT | CH66 (11 Wo.)CH | Erstveröffentlichung: 23. Juni 2006                                                             |                                                                                      |
| 2006 | Danke Telegramm für X                                                                  | DE1 Gold · (18 Wo.)DE | AT34 (8 Wo.)AT | CH100 (1 Wo.)CH | Erstveröffentlichung: 21. Juli 2006 Verkäufe: + 150.000                                         |                                                                                      |
| 2006 | Was wir alleine nicht schaffen Telegramm für X                                         | DE2 Platin · (29 Wo.)DE | AT7 (18 Wo.)AT | CH28 (15 Wo.)CH | Erstveröffentlichung: 3. November 2006 Verkäufe: + 300.000                                      |                                                                                      |
| 2008 | Wann MTV Unplugged – Wettsingen in Schwetzingen                                        | DE35 (9 Wo.)DE | AT39 (6 Wo.)AT | — | Erstveröffentlichung: 28. November 2008 mit Cassandra Steen                                     |                                                                                      |
| 2009 | Alles kann besser werden                                                               | DE6 Gold · (34 Wo.)DE | AT16 (26 Wo.)AT | CH28 (28 Wo.)CH | Erstveröffentlichung: 16. Oktober 2009 Verkäufe: + 150.000; mit Janet Grogan                    |                                                                                      |
| 2010 | Halte durch Alles kann besser werden                                                   | DE29 (7 Wo.)DE | — | — | Erstveröffentlichung: 26. Februar 2010                                                          |                                                                                      |
| 2010 | Ich brauche dich Alles kann besser werden                                              | DE30 (13 Wo.)DE | AT40 (6 Wo.)AT | — | Erstveröffentlichung: 28. Mai 2010                                                              |                                                                                      |
| 2010 | Wild vor Wut Alles kann besser werden / Konferenz der Tiere (O.S.T.)                   | DE73 (5 Wo.)DE | AT71 (2 Wo.)AT | CH49 (2 Wo.)CH | Erstveröffentlichung: 22. Oktober 2010 feat. Naturally 7                                        |                                                                                      |
| 2010 | Bitte hör nicht auf zu träumen (live) Alles kann besser werden – live                  | DE22 Gold · (30 Wo.)DE[AT: ↑][CH: ↑] | AT71 (2 Wo.)AT | CH49 (2 Wo.)CH | Erstveröffentlichung: 22. Oktober 2010 Verkäufe: + 150.000; feat. Naturally 7 & Cassandra Steen |                                                                                      |
| 2012 | Schau nicht mehr zurück Gespaltene Persönlichkeit                                      | DE2 Gold · (22 Wo.)DE | AT14 (16 Wo.)AT | CH3 (22 Wo.)CH | Erstveröffentlichung: 24. August 2012 Verkäufe: + 150.000; mit Kool Savas als Xavas             |                                                                                      |
| 2012 | Wage es zu glauben Gespaltene Persönlichkeit                                           | DE34 (10 Wo.)DE | AT45 (4 Wo.)AT | CH37 (3 Wo.)CH | Erstveröffentlichung: 7. Dezember 2012 mit Kool Savas als Xavas                                 |                                                                                      |
| 2013 | Bei meiner Seele                                                                       | DE2 Gold · (19 Wo.)DE | AT19 (18 Wo.)AT | CH23 (12 Wo.)CH | Erstveröffentlichung: 3. Mai 2013 Verkäufe: + 150.000                                           |                                                                                      |
| 2013 | Der letzte Blick Bei meiner Seele                                                      | DE37 (5 Wo.)DE | AT51 (1 Wo.)AT | CH70 (1 Wo.)CH | Erstveröffentlichung: 26. September 2013                                                        |                                                                                      |
| 2014 | Hört, hört Bei meiner Seele                                                            | DE49 (2 Wo.)DE | AT61 (1 Wo.)AT | CH48 (2 Wo.)CH | Erstveröffentlichung: 3. Juni 2014                                                              |                                                                                      |
| 2014 | Die Wahrheit –                                                                         | — | — | — | Erstveröffentlichung: 30. August 2014                                                           |                                                                                      |
| 2014 | Wir fahren –                                                                           | — | — | — | Erstveröffentlichung: 6. September 2014 mit Moses Pelham                                        |                                                                                      |
| 2016 | Frei Nicht von dieser Welt 2                                                           | DE64 (1 Wo.)DE | — | — | Erstveröffentlichung: 26. Februar 2016                                                          |                                                                                      |
| 2016 | Das lass’ ich nicht zu Nicht von dieser Welt 2                                         | — | — | — | Erstveröffentlichung: 20. Mai 2016                                                              |                                                                                      |
| 2016 | Der Fels Nicht von dieser Welt 2                                                       | — | — | — | Erstveröffentlichung: 11. November 2016                                                         |                                                                                      |
| 2017 | Nimm mich mit Für dich.                                                                | — | — | — | Erstveröffentlichung: 20. Oktober 2017                                                          |                                                                                      |
| 2018 | Für dich Für dich.                                                                     | — | — | — | Erstveröffentlichung: 9. März 2018                                                              |                                                                                      |
| 2018 | Bruder Familiye (O.S.T.)                                                               | — | — | — | Erstveröffentlichung: 4. Mai 2018                                                               |                                                                                      |
| 2019 | Ich danke allen Menschen Hin und weg                                                   | DE32 (2 Wo.)DE | AT47 (1 Wo.)AT | CH18 (2 Wo.)CH | Erstveröffentlichung: 19. April 2019                                                            |                                                                                      |
| 2019 | Welt Hin und weg                                                                       | DE73 (1 Wo.)DE | — | — | Erstveröffentlichung: 14. Juni 2019 feat. Kontra K                                              |                                                                                      |
| 2019 | Gute Zeiten Hin und weg                                                                | — | — | — | Erstveröffentlichung: 26. Juli 2019 feat. MoTrip                                                |                                                                                      |
| Folgende Lieder erschienen nicht als Single, wurden aber durch das Album zum Download und Streaming bereitgestellt und konnten somit eine Platzierung erlangen: |                                                                                        | | | |                                                                                                 |                                                                                      |
| |                                                                                        | | | |                                                                                                 |                                                                                      |
| 2012 | Lass nicht los Gespaltene Persönlichkeit                                               | — | AT45 (1 Wo.)AT | — | Charteinstieg: 14. September 2012 mit Kool Savas als Xavas                                      |                                                                                      |
| 2012 | Die Zukunft trägt meinen Namen Gespaltene Persönlichkeit                               | — | AT47 (1 Wo.)AT | — | Charteinstieg: 21. September 2012 mit Kool Savas als Xavas                                      |                                                                                      |
| 2012 | Wenn es Nacht ist Gespaltene Persönlichkeit                                            | — | AT52 (1 Wo.)AT | — | Charteinstieg: 28. September 2012 mit Kool Savas als Xavas                                      |                                                                                      |
| 2014 | Du bist das Licht Sing meinen Song – Das Tauschkonzert (Sampler)                       | DE46 (3 Wo.)DE | AT44 (2 Wo.)AT | CH52 (2 Wo.)CH | Charteinstieg: 1. Juni 2014 Original: Gregor Meyle                                              |                                                                                      |
| 2014 | Hallelujah Sing meinen Song – Das Weihnachtskonzert (Sampler)                          | DE27 (3 Wo.)DE | AT20 (2 Wo.)AT | CH36 (2 Wo.)CH | Charteinstieg: 19. Dezember 2014 Original: Leonard Cohen                                        |                                                                                      |
| 2016 | Weck mich auf 2016 Sing meinen Song – Das Tauschkonzert Vol. 3 (Sampler)               | DE69 (2 Wo.)DE | AT75 (1 Wo.)AT | — | Charteinstieg: 6. Mai 2016 Original: Samy Deluxe                                                |                                                                                      |

### Als Gastmusiker

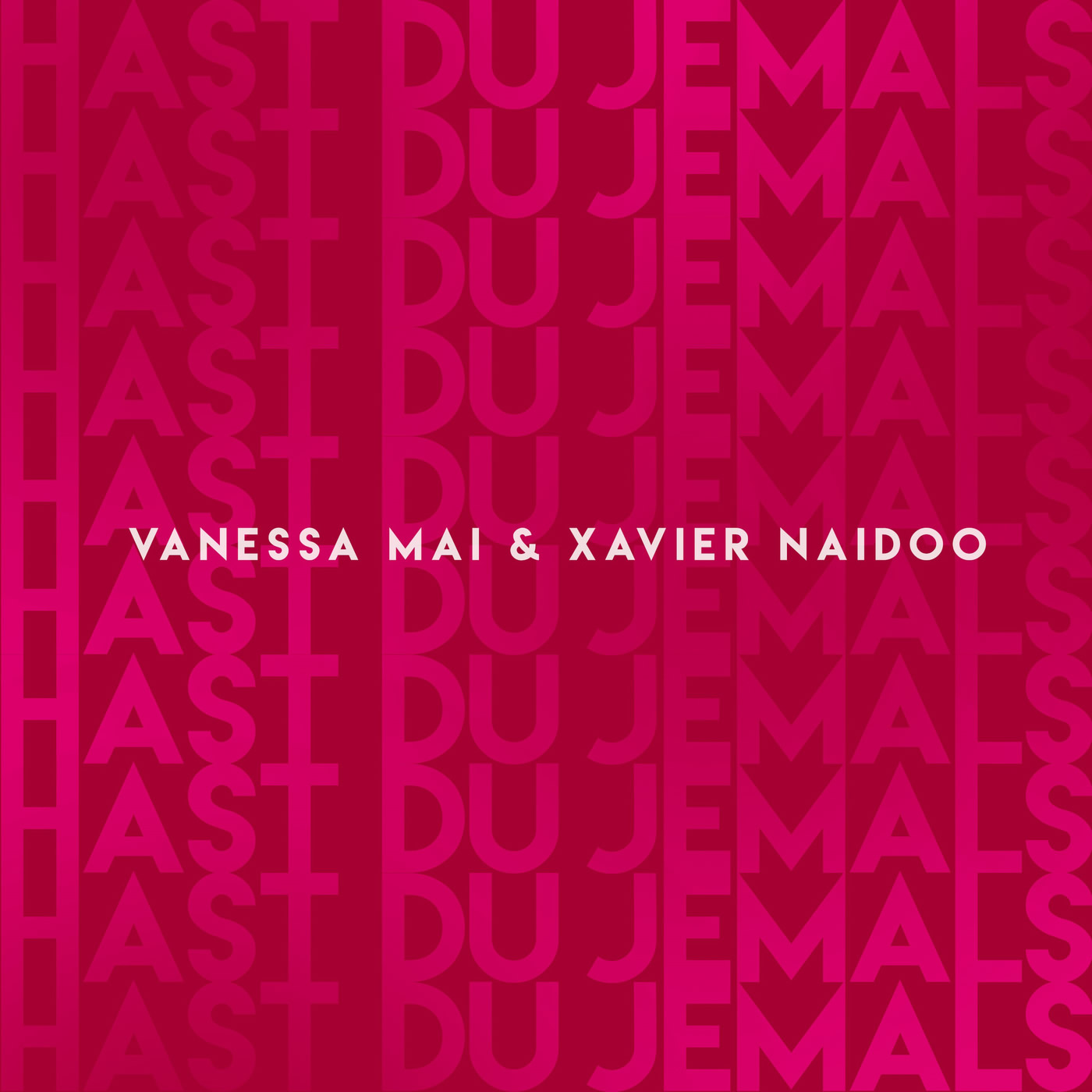
Frontcover zu Hast du jemals.

| Jahr | Titel Album                                                            | Höchstplatzierung, Gesamtwochen, AuszeichnungChartplatzierungen (Jahr, Titel, Album, Platzierungen, Wochen, Auszeichnungen, Anmerkungen) | Höchstplatzierung, Gesamtwochen, AuszeichnungChartplatzierungen (Jahr, Titel, Album, Platzierungen, Wochen, Auszeichnungen, Anmerkungen) | Höchstplatzierung, Gesamtwochen, AuszeichnungChartplatzierungen (Jahr, Titel, Album, Platzierungen, Wochen, Auszeichnungen, Anmerkungen) | Anmerkungen |
| Jahr | Titel Album                                                            | DE | AT | CH | Anmerkungen |
| --- | ---------------------------------------------------------------------- | --- | --- | --- | --- |
| 1997 | Glaubst du mir? Die neue S-Klasse                                      | DE17 (10 Wo.)DE | — | CH31 (4 Wo.)CH | Erstveröffentlichung: 2. Juni 1997 Begleitgesang bei Sabrina Setlur                                                    |
| 1997 | Freisein Die neue S-Klasse                                             | DE23 (18 Wo.)DE | — | — | Erstveröffentlichung: 24. November 1997 Sabrina Setlur introduc. Xavier Naidoo                                         |
| 1998 | I Got U Stripped Illastration                                          | — | — | — | Erstveröffentlichung: 1998 Illmat!c feat. Xavier Naidoo                                                                |
| 1998 | 3P (Licence 2 Kill) Revolution (Rödelheim 1990–1999)                   | DE21 (9 Wo.)DE | — | — | Erstveröffentlichung: 16. Februar 1998 3P pres. Moses Pelham, Thomas Hofmann, Illmat!c, Xavier Naidoo & Sabrina Setlur |
| 1999 | Ein und alles Patentierte Zungenakrobatik                              | — | — | — | Erstveröffentlichung: 1999 Bruda Sven feat. J-Luv & Xavier Naidoo                                                      |
| 1999 | Skillz Still III                                                       | DE75 (3 Wo.)DE | — | — | Erstveröffentlichung: 17. Mai 1999 Illmat!c feat. Xavier Naidoo & Moses Pelham                                         |
| 2000 | Alles Evolution (Rödelheim 2000–2001)                                  | DE16 (9 Wo.)DE | — | CH86 (3 Wo.)CH | Erstveröffentlichung: 27. März 2000 Sabrina Setlur feat. Xavier Naidoo                                                 |
| 2000 | Komm mit mir –                                                         | — | — | — | Erstveröffentlichung: 27. November 2000 J-Luv feat. Xavier Naidoo                                                      |
| 2001 | Gib mir Musik Die ganze Zeit                                           | DE44 (7 Wo.)DE | AT68 (4 Wo.)AT | CH61 (9 Wo.)CH | Erstveröffentlichung: 26. Februar 2001 Edo Zanki & Friends                                                             |
| 2001 | Way to Mars By Your Side                                               | DE30 (13 Wo.)DE | — | — | Erstveröffentlichung: 11. Juni 2001 mit Somersault                                                                     |
| 2001 | Jeanny Dream No. 7                                                     | DE18 (9 Wo.)DE | AT31 (8 Wo.)AT | CH86 (5 Wo.)CH | Erstveröffentlichung: 24. Juni 2001 Reamonn feat. Xavier Naidoo; Original: Falco                                       |
| 2001 | Adriano (Letzte Warnung) Lightkultur                                   | DE5 Gold · (13 Wo.)DE | AT13 (15 Wo.)AT | CH19 (14 Wo.)CH | Erstveröffentlichung: 2. Juli 2001 Verkäufe: + 250.000; mit den Brothers Keepers                                       |
| 2001 | Über sieben Brücken mußt du gehn Zeit der großen Gefühle               | DE40 (8 Wo.)DE | AT51 (6 Wo.)AT | CH58 (3 Wo.)CH | Erstveröffentlichung: 15. August 2001 Aki & Naidoo; Original: Karat                                                    |
| 2002 | Tu me manques Billy Bear                                               | — | — | CH20 (11 Wo.)CH | Erstveröffentlichung: 2002 Stress feat. Xavier Naidoo                                                                  |
| 2003 | Du bist nicht allein Zeichen der Zeit                                  | DE8 (16 Wo.)DE | AT32 (15 Wo.)AT | CH63 (5 Wo.)CH | Erstveröffentlichung: 1. Dezember 2003 mit Zeichen der Zeit                                                            |
| 2004 | Tage und Stunden B-Ständig                                             | DE24 (9 Wo.)DE | AT49 (9 Wo.)AT | CH71 (2 Wo.)CH | Erstveröffentlichung: 12. Juli 2004 Bintia feat. Xavier Naidoo                                                         |
| 2005 | Bereit Am I My Brother’s Keeper?                                       | DE39 (9 Wo.)DE | AT73 (1 Wo.)AT | CH35 (6 Wo.)CH | Erstveröffentlichung: 3. April 2005 mit den Brothers Keepers                                                           |
| 2006 | With You For Majic Eyes Only                                           | DE68 (2 Wo.)DE | AT74 (2 Wo.)AT | — | Erstveröffentlichung: 20. Oktober 2006 Majestic 12 feat. Xavier Naidoo                                                 |
| 2006 | Ich trage dich David Generation                                        | DE56 (5 Wo.)DE | — | — | Erstveröffentlichung: 17. November 2006 mit Zeichen der Zeit                                                           |
| 2011 | Aura                                                                   | DE14 Gold · (8 Wo.)DE | AT33 (3 Wo.)AT | CH13 (6 Wo.)CH | Erstveröffentlichung: 21. Oktober 2011 Verkäufe: + 150.000; Kool Savas feat. Xavier Naidoo                             |
| 2011 | Heroes/Helden The Voice of Germany: Die Highlights                     | DE28 (10 Wo.)DE | AT50 (3 Wo.)AT | — | Erstveröffentlichung: 24. November 2011 mit Nena, Rea Garvey & The BossHoss Original: David Bowie                      |
| 2014 | Danke Unvergesslich                                                    | DE20 (2 Wo.)DE | AT70 (1 Wo.)AT | — | Erstveröffentlichung: 31. Oktober 2014 Nico Suave feat. Xavier Naidoo                                                  |
| 2015 | Wer hält die Welt an Achtung                                           | — | — | — | Erstveröffentlichung: 4. September 2015 Pur feat. Xavier Naidoo                                                        |
| 2016 | Ich tue es aus Liebe Best of 2002–2016 (Limited-Version International) | — | — | CH59 (1 Wo.)CH | Erstveröffentlichung: 4. November 2016 Seven feat. Xavier Naidoo                                                       |
| 2018 | Adriano (SaMTV Unplugged) SaMTV Unplugged                              | — | — | — | Erstveröffentlichung: 2. August 2018 Samy Deluxe feat. Afrob, Denyo, Xavier Naidoo, Torch & Megaloh                    |
| 2019 | Nur mit dir Supersize                                                  | DE8 (9 Wo.)DE | AT13 (4 Wo.)AT | CH11 (3 Wo.)CH | Erstveröffentlichung: 20. September 2019 Shirin David feat. Xavier Naidoo                                              |
| 2019 | Hast du jemals Für immer                                               | — | — | — | Erstveröffentlichung: 29. November 2019 Vanessa Mai feat. Xavier Naidoo                                                |
| 2024 | Der Anfang vom Ende Letzte Worte                                       | — | — | — | Erstveröffentlichung: 1. November 2024 Moses Pelham feat. Xavier Naidoo                                                |
| 2024 | Sound Good Letzte Worte                                                | — | — | — | Erstveröffentlichung: 15. November 2024 Moses Pelham feat. Xavier Naidoo                                               |
| Folgende Lieder erschienen nicht als Single, wurden aber durch das Album zum Download und Streaming bereitgestellt und konnten somit eine Platzierung erlangen: |                                                                        | | | | |
| |                                                                        | | | | |
| 2015 | Auf uns Sing meinen Song – Das Tauschkonzert Vol. 2 (Sampler)          | DE60 (1 Wo.)DE | AT56 (1 Wo.)AT | — | Charteinstieg: 12. Juni 2015 mit den Sing meinen Song Allstars Original: Andreas Bourani                               |
| 2019 | Freisein Bling Bling                                                   | DE91 (1 Wo.)DE | — | — | Charteinstieg: 21. Juni 2019 Juju feat. Xavier Naidoo                                                                  |

## Videoalben und Musikvideos

### Videoalben
| Jahr | Titel Musiklabel                                                                   | Höchstplatzierung, Gesamtwochen, AuszeichnungChartplatzierungen (Jahr, Titel, Musiklabel, Platzierungen, Wochen, Auszeichnungen, Anmerkungen) | Höchstplatzierung, Gesamtwochen, AuszeichnungChartplatzierungen (Jahr, Titel, Musiklabel, Platzierungen, Wochen, Auszeichnungen, Anmerkungen) | Höchstplatzierung, Gesamtwochen, AuszeichnungChartplatzierungen (Jahr, Titel, Musiklabel, Platzierungen, Wochen, Auszeichnungen, Anmerkungen) | Anmerkungen                                                                          |
| Jahr | Titel Musiklabel                                                                   | DE | AT | CH | Anmerkungen                                                                          |
| ---- | ---------------------------------------------------------------------------------- | --- | --- | --- | ------------------------------------------------------------------------------------ |
| 1999 | Nicht von dieser Welt 3p                                                           | DE aDE | AT aAT | CH aCH | Erstveröffentlichung: 22. September 1999                                             |
| 2003 | … Alles Gute vor uns … Naidoo Records                                              | DE b PlatinDE | AT1 (24 Wo.)AT | CH bCH | Erstveröffentlichung: 2. Juni 2003 Verkäufe: + 50.000                                |
| 2008 | Wettsingen in Schwetzingen – MTV Unplugged Dein Label/Naidoo Records               | DE b GoldDE | AT1 (14 Wo.)AT | CH2 (7 Wo.)CH | Erstveröffentlichung: 21. November 2008 Verkäufe: + 25.000; mit den Söhnen Mannheims |
| 2019 | Danke fürs Zuhören 2 – Nicht von dieser Welt Tour – Die Zweite 2017 Naidoo Records | DE bDE | — | — | Erstveröffentlichung: 22. November 2019                                              |

### Musikvideos
| Jahr | Titel                                      | Regie                                      |
| ---- | ------------------------------------------ | ------------------------------------------ |
| 1997 | Freisein                                   | Thomas Job                                 |
| 1998 | 3P (Licence 2 Kill)                        | Thomas Job                                 |
| 1998 | 20.000 Meilen                              | Thomas Job                                 |
| 1998 | Nicht von dieser Welt                      | Thomas Job                                 |
| 1998 | Führ mich ans Licht                        | Thomas Job                                 |
| 1998 | I Got You Stripped                         |                                            |
| 1999 | Sie sieht mich nicht                       | Thomas Job                                 |
| 1999 | Skillz                                     |                                            |
| 1999 | Eigentlich gut                             | Thomas Job                                 |
| 2000 | Alles                                      | Thomas Job                                 |
| 2000 | Seine Straßen                              |                                            |
| 2001 | Gib mir Musik                              |                                            |
| 2001 | Way to Mars                                | Hannes Rossacher                           |
| 2001 | Lied (du, nur du)                          | Stephan Klotz                              |
| 2001 | Jeanny                                     |                                            |
| 2001 | Adriano (Letzte Warnung)                   | Dani Levy                                  |
| 2001 | Über sieben Brücken mußt du gehn           |                                            |
| 2002 | Wo willst du hin?                          | Marcus Sternberg                           |
| 2002 | Bevor du gehst                             |                                            |
| 2002 | Wenn ich schon Kinder hätte                | Nick Schofield                             |
| 2002 | Abschied nehmen                            | Norman Hafezi, Neon                        |
| 2002 | Tu me manques                              | Alexander Kleinberger                      |
| 2003 | I’d Be Waiting                             |                                            |
| 2003 | Ich kenne nichts (das so schön ist wie du) | Nick Schofield                             |
| 2003 | Du bist nicht allein                       | Robert Bröllochs                           |
| 2004 | Tage und Stunden                           | Katja Kuhl                                 |
| 2005 | Bereit                                     | Martin Kilger, Sandeep Mehta               |
| 2005 | Dieser Weg                                 |                                            |
| 2006 | Bist du am Leben interessiert?             | Guido Weiß                                 |
| 2006 | Zeilen aus Gold                            |                                            |
| 2006 | Danke                                      |                                            |
| 2006 | Ich trage dich                             | Robert Bröllochs                           |
| 2006 | With You                                   |                                            |
| 2006 | Was wir alleine nicht schaffen             | Markus Gerwinat                            |
| 2009 | Alles kann besser werden                   |                                            |
| 2010 | Halte durch                                |                                            |
| 2010 | Ich brauche dich                           |                                            |
| 2010 | Wild vor Wut                               |                                            |
| 2011 | Aura                                       | Kevin Stein                                |
| 2012 | Schau nicht mehr zurück                    | Kolja Brandt                               |
| 2012 | Wage es zu glauben                         | Felix Urbauer                              |
| 2013 | Bei meiner Seele                           |                                            |
| 2013 | Der letzte Blick                           |                                            |
| 2014 | Hört, hört                                 |                                            |
| 2014 | wir fahren                                 |                                            |
| 2014 | Danke                                      |                                            |
| 2016 | Frei                                       |                                            |
| 2016 | Das lass’ ich nicht zu                     |                                            |
| 2016 | Der Fels                                   |                                            |
| 2017 | Nimm mich mit                              |                                            |
| 2018 | Bruder                                     | Erhan Emre, Sedat Kirtan, Kubilay Sarikaya |
| 2019 | Gute Zeiten                                | Mikis Fontagnier                           |
| 2019 | Nur mit dir                                | Plug                                       |
| 2019 | Anmut                                      | Mikis Fontagnier                           |
| 2019 | Hast du jemals                             | Mikis Fontagnier                           |
| 2021 | Bild von dir                               |                                            |
| 2024 | Der Anfang vom Ende                        | Katja Kuhl                                 |
| 2024 | Sound Good                                 | Katja Kuhl                                 |

## Autorenbeteiligungen und Produktionen
Xavier Naidoo als Autor (A) und Produzent (P) in den Charts

| Jahr | Titel Interpretation                                                                      | Höchstplatzierung, Gesamtwochen, AuszeichnungChartplatzierungen (Jahr, Titel, Interpretation, Platzierungen, Wochen, Auszeichnungen, Anmerkungen) | Höchstplatzierung, Gesamtwochen, AuszeichnungChartplatzierungen (Jahr, Titel, Interpretation, Platzierungen, Wochen, Auszeichnungen, Anmerkungen) | Höchstplatzierung, Gesamtwochen, AuszeichnungChartplatzierungen (Jahr, Titel, Interpretation, Platzierungen, Wochen, Auszeichnungen, Anmerkungen) | Anmerkungen                                                 | [↑]: gemeinsam behandelt mit vorhergehendem Eintrag; [←]: in beiden Charts platziert |
| Jahr | Titel Interpretation                                                                      | DE | AT | CH | Anmerkungen                                                 |                                                                                      |
| --- | ----------------------------------------------------------------------------------------- | --- | --- | --- | ----------------------------------------------------------- | ------------------------------------------------------------------------------------ |
| 1998 | 20.000 Meilen A Xavier Naidoo                                                             | DE32 (10 Wo.)DE | — | — | Erstveröffentlichung: 20. April 1998                        |                                                                                      |
| 1998 | Nicht von dieser Welt A Xavier Naidoo                                                     | DE19 (16 Wo.)DE | — | — | Erstveröffentlichung: 3. August 1998                        |                                                                                      |
| 1998 | Führ mich ans Licht A Xavier Naidoo                                                       | DE27 (13 Wo.)DE | AT35 (5 Wo.)AT | CH40 (5 Wo.)CH | Erstveröffentlichung: 23. November 1998                     |                                                                                      |
| 1999 | Skillz A Illmat!c feat. Xavier Naidoo & Moses Pelham                                      | DE75 (3 Wo.)DE | — | — | Erstveröffentlichung: 17. Mai 1999                          |                                                                                      |
| 1999 | Eigentlich gut A Xavier Naidoo                                                            | DE32 (9 Wo.)DE | — | — | Erstveröffentlichung: 19. Juli 1999                         |                                                                                      |
| 2000 | Seine Straßen A Xavier Naidoo                                                             | DE15 (13 Wo.)DE | AT40 (1 Wo.)AT | CH37 (11 Wo.)CH | Erstveröffentlichung: 26. Juni 2000                         |                                                                                      |
| 2000 | Geh davon aus A, P Söhne Mannheims                                                        | DE2 (18 Wo.)DE | AT11 (17 Wo.)AT | CH8 (20 Wo.)CH | Erstveröffentlichung: 22. Oktober 2000                      |                                                                                      |
| 2001 | Dein Glück liegt mir am Herzen A, P Söhne Mannheims                                       | DE55 (5 Wo.)DE | — | — | Erstveröffentlichung: 5. Februar 2001                       |                                                                                      |
| 2001 | Gib mir Musik A Edo Zanki & Friends                                                       | DE44 (7 Wo.)DE | AT68 (4 Wo.)AT | CH61 (9 Wo.)CH | Erstveröffentlichung: 26. Februar 2001                      |                                                                                      |
| 2001 | The Power of the Sound A, P Söhne Mannheims                                               | DE98 (1 Wo.)DE | — | — | Erstveröffentlichung: 11. Juni 2001                         |                                                                                      |
| 2001 | Lied (du, nur du) A, P Ben Becker & Xavier Naidoo                                         | DE54 (4 Wo.)DE | — | — | Erstveröffentlichung: 18. Juni 2001                         |                                                                                      |
| 2001 | Adriano (Letzte Warnung) A Brothers Keepers                                               | DE5 (13 Wo.)DE | AT13 (15 Wo.)AT | CH19 (14 Wo.)CH | Erstveröffentlichung: 2. Juli 2001 Verkäufe: + 210.000      |                                                                                      |
| 2001 | Über sieben Brücken mußt du gehn P Aki & Naidoo                                           | DE40 (8 Wo.)DE | AT51 (6 Wo.)AT | CH58 (3 Wo.)CH | Erstveröffentlichung: 15. August 2001 Original: Karat       |                                                                                      |
| 2002 | Wo willst du hin? A, P Xavier Naidoo                                                      | DE3 (17 Wo.)DE | AT13 (18 Wo.)AT | CH11 (15 Wo.)CH | Erstveröffentlichung: 17. Februar 2002                      |                                                                                      |
| 2002 | Bevor du gehst A, P Xavier Naidoo                                                         | DE5 (17 Wo.)DE | AT14 (32 Wo.)AT | CH29 (16 Wo.)CH | Erstveröffentlichung: 2. Juni 2002                          |                                                                                      |
| 2002 | Wenn ich schon Kinder hätte A, P Xavier Naidoo mit Curse                                  | DE47 (5 Wo.)DE | AT49 (4 Wo.)AT | — | Erstveröffentlichung: 23. September 2002                    |                                                                                      |
| 2002 | Abschied nehmen A, P Xavier Naidoo                                                        | DE5 (15 Wo.)DE | AT6 (23 Wo.)AT | CH43 (10 Wo.)CH | Erstveröffentlichung: 8. November 2002                      |                                                                                      |
| 2002 | Tu me manques A Stress feat. Xavier Naidoo                                                | — | — | CH20 (11 Wo.)CH | Erstveröffentlichung: 2002                                  |                                                                                      |
| 2003 | Ich kenne nichts (das so schön ist wie du) A, P RZA feat. Xavier Naidoo                   | DE1 Gold · (45 Wo.)DE | AT2 Platin · (41 Wo.)AT | CH3 Gold · (33 Wo.)CH | Erstveröffentlichung: 19. Mai 2003 Verkäufe: + 200.000      |                                                                                      |
| 2003 | Mein Name ist Mensch P Söhne Mannheims                                                    | DE50 (4 Wo.)DE | — | — | Erstveröffentlichung: 1. Dezember 2003                      |                                                                                      |
| 2003 | Du bist nicht allein A Zeichen der Zeit                                                   | DE8 (16 Wo.)DE | AT32 (15 Wo.)AT | CH63 (5 Wo.)CH | Erstveröffentlichung: 1. Dezember 2003                      |                                                                                      |
| 2004 | Ein weiterer Morgen A, P Zeichen der Zeit                                                 | DE33 (9 Wo.)DE | — | — | Erstveröffentlichung: 24. Mai 2004                          |                                                                                      |
| 2004 | Vielleicht A, P Söhne Mannheims                                                           | DE9 (17 Wo.)DE | AT5 (18 Wo.)AT | CH23 (16 Wo.)CH | Erstveröffentlichung: 31. Mai 2004                          |                                                                                      |
| 2004 | Tage und Stunden A Bintia feat. Xavier Naidoo                                             | DE24 (9 Wo.)DE | AT49 (9 Wo.)AT | CH71 (2 Wo.)CH | Erstveröffentlichung: 12. Juli 2004                         |                                                                                      |
| 2004 | Dein Leben / Babylon System A, P Söhne Mannheims                                          | DE42 (9 Wo.)DE | AT41 (17 Wo.)AT | CH58 (5 Wo.)CH | Erstveröffentlichung: 13. September 2004                    |                                                                                      |
| 2004 | Und wenn ein Lied A, P Söhne Mannheims                                                    | DE2 Gold · (35 Wo.)DE | AT2 Gold · (24 Wo.)AT | CH3 (33 Wo.)CH | Erstveröffentlichung: 27. Dezember 2004 Verkäufe: + 170.000 |                                                                                      |
| 2005 | Bereit A Brothers Keepers                                                                 | DE39 (9 Wo.)DE | AT73 (1 Wo.)AT | CH35 (6 Wo.)CH | Erstveröffentlichung: 3. April 2005                         |                                                                                      |
| 2005 | Wenn du schläfst A, P Söhne Mannheims                                                     | DE21 (9 Wo.)DE | AT27 (13 Wo.)AT | CH29 (9 Wo.)CH | Erstveröffentlichung: 16. Mai 2005                          |                                                                                      |
| 2005 | Dieser Weg A Xavier Naidoo                                                                | DE2 Gold · (80 Wo.)DE | AT2 (27 Wo.)AT | CH3 (67 Wo.)CH | Erstveröffentlichung: 4. November 2005 Verkäufe: + 150.000  |                                                                                      |
| 2006 | Bist du am Leben interessiert? A Xavier Naidoo mit Tone                                   | DE27 (10 Wo.)DE | AT32 (14 Wo.)AT | CH24 (10 Wo.)CH | Erstveröffentlichung: 10. März 2006                         |                                                                                      |
| 2006 | Zeilen aus Gold A Xavier Naidoo                                                           | DE32 (14 Wo.)DE | AT49 (14 Wo.)AT | CH66 (11 Wo.)CH | Erstveröffentlichung: 23. Juni 2006                         |                                                                                      |
| 2006 | Danke A, P Xavier Naidoo                                                                  | DE1 Gold · (18 Wo.)DE | AT34 (8 Wo.)AT | CH100 (1 Wo.)CH | Erstveröffentlichung: 21. Juli 2006 Verkäufe: + 150.000     |                                                                                      |
| 2006 | With You A Majestic 12 feat. Xavier Naidoo                                                | DE68 (2 Wo.)DE | AT74 (2 Wo.)AT | — | Erstveröffentlichung: 20. Oktober 2006                      |                                                                                      |
| 2006 | Was wir alleine nicht schaffen A Xavier Naidoo                                            | DE2 Platin · (29 Wo.)DE | AT7 (18 Wo.)AT | CH28 (15 Wo.)CH | Erstveröffentlichung: 3. November 2006 Verkäufe: + 300.000  |                                                                                      |
| 2006 | Ich trage dich A Zeichen der Zeit                                                         | DE56 (5 Wo.)DE | — | — | Erstveröffentlichung: 17. November 2006                     |                                                                                      |
| 2008 | Das hat die Welt noch nicht gesehen A, P Söhne Mannheims mit Xavier Naidoo                | DE1 (19 Wo.)DE | AT4 (22 Wo.)AT | CH3 (22 Wo.)CH | Erstveröffentlichung: 8. August 2008                        |                                                                                      |
| 2008 | Wann A Xavier Naidoo feat. Cassandra Steen                                                | DE35 (9 Wo.)DE | AT39 (6 Wo.)AT | — | Erstveröffentlichung: 28. November 2008                     |                                                                                      |
| 2009 | Möge der Himmel A Vicky Leandros                                                          | DE78 (1 Wo.)DE | — | — | Erstveröffentlichung: 13. März 2009                         |                                                                                      |
| 2009 | Iz On A, P Söhne Mannheims                                                                | DE15 (9 Wo.)DE | AT56 (1 Wo.)AT | CH67 (2 Wo.)CH | Erstveröffentlichung: 26. Juni 2009                         |                                                                                      |
| 2009 | Ich wollt nur deine Stimme hör’n A, P Söhne Mannheims                                     | DE13 (13 Wo.)DE | AT37 (9 Wo.)AT | CH96 (1 Wo.)CH | Erstveröffentlichung: 28. August 2009                       |                                                                                      |
| 2009 | Alles kann besser werden A Xavier Naidoo feat. Janet Grogan                               | DE6 Gold · (34 Wo.)DE | AT16 (26 Wo.)AT | CH28 (28 Wo.)CH | Erstveröffentlichung: 16. Oktober 2009 Verkäufe: + 150.000  |                                                                                      |
| 2010 | Halte durch A Xavier Naidoo                                                               | DE29 (7 Wo.)DE | — | — | Erstveröffentlichung: 26. Februar 2010                      |                                                                                      |
| 2010 | Ich brauche dich A Xavier Naidoo                                                          | DE30 (13 Wo.)DE | AT40 (6 Wo.)AT | — | Erstveröffentlichung: 28. Mai 2010                          |                                                                                      |
| 2010 | Wild vor Wut A, P Xavier Naidoo feat. Naturally 7                                         | DE73 (5 Wo.)DE | AT71 (2 Wo.)AT | CH49 (2 Wo.)CH | Erstveröffentlichung: 22. Oktober 2010                      |                                                                                      |
| 2010 | Bitte hör nicht auf zu träumen (live) A Xavier Naidoo feat. Naturally 7 & Cassandra Steen | DE22 Gold · (30 Wo.)DE[AT: ↑][CH: ↑] | AT71 (2 Wo.)AT | CH49 (2 Wo.)CH | Erstveröffentlichung: 22. Oktober 2010 Verkäufe: + 150.000  |                                                                                      |
| 2011 | Ist es wahr (Aim High) A, P Söhne Mannheims                                               | DE27 (7 Wo.)DE | AT64 (1 Wo.)AT | — | Erstveröffentlichung: 8. April 2011                         |                                                                                      |
| 2011 | Freiheit A, P Söhne Mannheims                                                             | DE77 (1 Wo.)DE | — | CH70 (1 Wo.)CH | Erstveröffentlichung: 15. Mai 2011                          |                                                                                      |
| 2011 | Für dich A, P Söhne Mannheims                                                             | DE98 (2 Wo.)DE | — | — | Erstveröffentlichung: 9. Dezember 2011                      |                                                                                      |
| 2012 | Schau nicht mehr zurück A Xavas                                                           | DE2 Gold · (22 Wo.)DE | AT14 (16 Wo.)AT | CH3 (22 Wo.)CH | Erstveröffentlichung: 24. August 2012 Verkäufe: + 150.000   |                                                                                      |
| 2012 | Wage es zu glauben A Xavas                                                                | DE34 (10 Wo.)DE | AT45 (4 Wo.)AT | CH37 (3 Wo.)CH | Erstveröffentlichung: 7. Dezember 2012                      |                                                                                      |
| 2013 | Du bist da für mich A Sing um dein Leben                                                  | DE76 (1 Wo.)DE | AT50 (1 Wo.)AT | — | Erstveröffentlichung: 26. April 2013                        |                                                                                      |
| 2013 | Bei meiner Seele A Xavier Naidoo                                                          | DE2 Gold · (19 Wo.)DE | AT19 (18 Wo.)AT | CH23 (12 Wo.)CH | Erstveröffentlichung: 3. Mai 2013 Verkäufe: + 150.000       |                                                                                      |
| 2013 | Der letzte Blick A Xavier Naidoo                                                          | DE37 (5 Wo.)DE | AT51 (1 Wo.)AT | CH70 (1 Wo.)CH | Erstveröffentlichung: 3. Juni 2013                          |                                                                                      |
| 2014 | Hört, hört A Xavier Naidoo                                                                | DE49 (2 Wo.)DE | AT61 (1 Wo.)AT | CH48 (2 Wo.)CH | Erstveröffentlichung: 3. Juni 2014                          |                                                                                      |
| 2014 | Danke A Nico Suave feat. Xavier Naidoo                                                    | DE20 (2 Wo.)DE | AT70 (1 Wo.)AT | — | Erstveröffentlichung: 31. Oktober 2014                      |                                                                                      |
| 2019 | Ich danke allen Menschen A Xavier Naidoo                                                  | DE32 (2 Wo.)DE | AT47 (1 Wo.)AT | CH18 (2 Wo.)CH | Erstveröffentlichung: 19. April 2019                        |                                                                                      |
| 2019 | Welt A Xavier Naidoo feat. Kontra K                                                       | DE73 (1 Wo.)DE | — | — | Erstveröffentlichung: 14. Juni 2019                         |                                                                                      |
| 2019 | Nur mit dir A Shirin David feat. Xavier Naidoo                                            | DE8 (… Wo.)DE | AT13 (4 Wo.)AT | CH11 (3 Wo.)CH | Erstveröffentlichung: 20. September 2019                    |                                                                                      |
| Folgende Lieder erschienen nicht als Single, wurden aber durch das Album zum Download und Streaming bereitgestellt und konnten somit eine Platzierung erlangen: |                                                                                           | | | |                                                             |                                                                                      |
| |                                                                                           | | | |                                                             |                                                                                      |
| 2008 | Zurück zu dir A, P Söhne Mannheims                                                        | — | — | CH75 (2 Wo.)CH | Charteinstieg: 5. Oktober 2008                              |                                                                                      |
| 2012 | Lass nicht los A Xavas                                                                    | — | AT45 (1 Wo.)AT | — | Charteinstieg: 14. September 2012                           |                                                                                      |
| 2012 | Die Zukunft trägt meinen Namen A Xavas                                                    | — | AT47 (1 Wo.)AT | — | Charteinstieg: 21. September 2012                           |                                                                                      |
| 2012 | Wenn es Nacht ist A Xavas                                                                 | — | AT52 (1 Wo.)AT | — | Charteinstieg: 28. September 2012                           |                                                                                      |
| 2012 | Dies muss er werden A Sing um dein Leben                                                  | DE86 (1 Wo.)DE | — | — | Charteinstieg: 26. Oktober 2012                             |                                                                                      |
| 2012 | Das letzte Mal A Sing um dein Leben feat. Kool Savas                                      | DE90 (1 Wo.)DE | — | — | Charteinstieg: 26. Oktober 2012                             |                                                                                      |
| 2014 | Sunday Lover P Gregor Meyle                                                               | DE83 (3 Wo.)DE | AT25 (5 Wo.)AT | — | Charteinstieg: 9. Mai 2014                                  |                                                                                      |
| 2014 | I Feel Lonely P Sarah Connor                                                              | — | AT44 (2 Wo.)AT | — | Charteinstieg: 16. Mai 2014                                 |                                                                                      |
| 2014 | Amoi seg’ ma uns wieder P Xavier Naidoo                                                   | DE12 (9 Wo.)DE | AT3 (19 Wo.)AT | CH5 (7 Wo.)CH | Charteinstieg: 16. Mai 2014                                 |                                                                                      |
| 2014 | Zieh die Schuh’ aus P Sasha                                                               | — | AT21 (1 Wo.)AT | — | Charteinstieg: 23. Mai 2014                                 |                                                                                      |
| 2014 | Zuckerpuppen P Sarah Connor                                                               | DE63 (1 Wo.)DE | AT49 (1 Wo.)AT | — | Charteinstieg: 30. Mai 2014                                 |                                                                                      |
| 2014 | Du bist das Licht P Xavier Naidoo                                                         | DE46 (3 Wo.)DE | AT44 (2 Wo.)AT | CH52 (2 Wo.)CH | Charteinstieg: 1. Juni 2014                                 |                                                                                      |
| 2014 | Dieser Weg A, P Andreas Gabalier                                                          | — | AT50 (2 Wo.)AT | — | Charteinstieg: 13. Juni 2014                                |                                                                                      |
| 2014 | Keiner ist wie du P Sarah Connor                                                          | DE12 (5 Wo.)DE | AT9 (4 Wo.)AT | CH22 (3 Wo.)CH | Charteinstieg: 19. Juni 2014                                |                                                                                      |
| 2014 | Hallelujah P Xavier Naidoo                                                                | DE27 (3 Wo.)DE | AT20 (2 Wo.)AT | CH36 (2 Wo.)CH | Charteinstieg: 19. Dezember 2014 Original: Leonard Cohen    |                                                                                      |
| 2015 | Du hast mein Herz gebrochen P Wirtz                                                       | DE41 (3 Wo.)DE | — | — | Charteinstieg: 12. Juni 2015                                |                                                                                      |
| 2015 | Schlaflied P Andreas Bourani                                                              | DE48 (1 Wo.)DE | — | — | Charteinstieg: 12. Juni 2015                                |                                                                                      |
| 2015 | Hey P Yvonne Catterfeld                                                                   | DE17 (7 Wo.)DE | AT27 (5 Wo.)AT | CH29 (3 Wo.)CH | Charteinstieg: 12. Juni 2015                                |                                                                                      |
| 2015 | Mitten unterm Jahr P Xavier Naidoo                                                        | DE31 (2 Wo.)DE | AT15 (5 Wo.)AT | CH34 (2 Wo.)CH | Charteinstieg: 12. Juni 2015                                |                                                                                      |
| 2015 | Auf uns P Sing meinen Song Allstars                                                       | DE60 (1 Wo.)DE | AT56 (1 Wo.)AT | — | Charteinstieg: 12. Juni 2015 Original: Andreas Bourani      |                                                                                      |
| 2015 | Wenn sie diesen Tango hört P Wirtz                                                        | DE14 (6 Wo.)DE | AT21 (6 Wo.)AT | CH21 (3 Wo.)CH | Charteinstieg: 19. Juni 2015                                |                                                                                      |
| 2016 | Weck mich auf 2016 P Xavier Naidoo                                                        | DE69 (2 Wo.)DE | AT75 (1 Wo.)AT | — | Charteinstieg: 6. Mai 2016                                  |                                                                                      |
| 2016 | Kristallnacht P Samy Deluxe                                                               | DE93 (1 Wo.)DE | — | — | Charteinstieg: 13. Mai 2016                                 |                                                                                      |
| 2017 | Marionetten A Söhne Mannheims                                                             | DE56 (1 Wo.)DE | — | — | Charteinstieg: 12. Mai 2017                                 |                                                                                      |

## Promoveröffentlichungen
Promo-Singles

| Jahr | Titel Album                                                               | Höchstplatzierung, Gesamtwochen, AuszeichnungChartplatzierungen (Jahr, Titel, Album, Platzierungen, Wochen, Auszeichnungen, Anmerkungen) | Höchstplatzierung, Gesamtwochen, AuszeichnungChartplatzierungen (Jahr, Titel, Album, Platzierungen, Wochen, Auszeichnungen, Anmerkungen) | Höchstplatzierung, Gesamtwochen, AuszeichnungChartplatzierungen (Jahr, Titel, Album, Platzierungen, Wochen, Auszeichnungen, Anmerkungen) | Anmerkungen                                                    |
| Jahr | Titel Album                                                               | DE | AT | CH | Anmerkungen                                                    |
| ---- | ------------------------------------------------------------------------- | --- | --- | --- | -------------------------------------------------------------- |
| 2003 | I’ve Never Seen The World According to RZA                                | — | — | — | Erstveröffentlichung: 2003 RZA feat. Xavier Naidoo             |
| 2007 | People Like Them For the Queen                                            | — | — | — | Erstveröffentlichung: Mai 2007 Tomcraft feat. Xavier Naidoo    |
| 2008 | Sehnsucht                                                                 | — | — | — | Erstveröffentlichung: 2008 Schiller feat. Xavier Naidoo        |
| 2014 | Quietly Sing meinen Song – Das Tauschkonzert (Sampler)                    | — | — | — | Erstveröffentlichung: 29. April 2014 Original: Guano Apes      |
| 2014 | Amoi seg’ ma uns wieder Sing meinen Song – Das Tauschkonzert (Sampler)    | DE12 (9 Wo.)DE | AT3 (18 Wo.)AT | CH5 (7 Wo.)CH | Erstveröffentlichung: 6. Mai 2014 Original: Andreas Gabalier   |
| 2015 | Auf uns Sing meinen Song – Das Tauschkonzert, Vol. 2 (Sampler)            | — | — | — | Erstveröffentlichung: 26. Mai 2015 Original: Andreas Bourani   |
| 2015 | Mitten unterm Jahr Sing meinen Song – Das Tauschkonzert, Vol. 2 (Sampler) | DE31 (2 Wo.)DE | AT15 (5 Wo.)AT | CH34 (2 Wo.)CH | Erstveröffentlichung: 9. Juni 2015 Original: Christina Stürmer |
| 2016 | Go Slow Sing meinen Song – Das Tauschkonzert, Vol. 3 (Sampler)            | — | — | — | Erstveröffentlichung: 19. April 2016 Original: Seven           |
| 2016 | Das Gefühl Sing meinen Song – Das Tauschkonzert, Vol. 3 (Sampler)         | — | — | — | Erstveröffentlichung: 17. Mai 2016 Original: Annett Louisan    |

## Sonderveröffentlichungen

### Alben
| Jahr | Titel Musiklabel                       | Anmerkungen                                                                         |
| ---- | -------------------------------------- | ----------------------------------------------------------------------------------- |
| 2008 | iTunes Live from Munich Naidoo Records | Erstveröffentlichung: 19. Dezember 2008 Vertrieb nur über den Online-Händler iTunes |

### Lieder
| Jahr | Titel Album                                                            | Anmerkungen |
| ---- | ---------------------------------------------------------------------- | --- |
| 1994 | Reime Direkt aus Rödelheim                                             | Erstveröffentlichung: 24. Januar 1994 Rödelheim Hartreim Projekt feat. Xavier Naidoo                                     |
| 1996 | Dich gibt’s gar nicht Zurück nach Rödelheim                            | Erstveröffentlichung: 26. Februar 1996 Rödelheim Hartreim Projekt feat. Xavier Naidoo                                    |
| 1996 | Dieses Lied Zurück nach Rödelheim                                      | Erstveröffentlichung: 26. Februar 1996 Rödelheim Hartreim Projekt feat. Xavier Naidoo                                    |
| 1996 | Ich bin Zurück nach Rödelheim                                          | Erstveröffentlichung: 26. Februar 1996 Rödelheim Hartreim Projekt feat. Xavier Naidoo                                    |
| 1996 | Sadoma ehrlich Zurück nach Rödelheim                                   | Erstveröffentlichung: 26. Februar 1996 Rödelheim Hartreim Projekt feat. Xavier Naidoo                                    |
| 1996 | Wollt ihr noch mehr? Zurück nach Rödelheim                             | Erstveröffentlichung: 26. Februar 1996 Rödelheim Hartreim Projekt feat. Xavier Naidoo                                    |
| 1997 | Freisein Die neue S-Klasse                                             | Erstveröffentlichung: 24. März 1997 Sabrina Setlur introduc. Xavier Naidoo                                               |
| 1997 | Glaubst du mir? Die neue S-Klasse                                      | Erstveröffentlichung: 24. März 1997 Sabrina Setlur feat. Xavier Naidoo                                                   |
| 1998 | I Got U Stripped Illustration                                          | Erstveröffentlichung: 20. April 1998 Illmat!c feat. Xavier Naidoo                                                        |
| 1999 | Ein und alles Patentierte Zungenakrobatik                              | Erstveröffentlichung: 7. April 1999 Bruda Sven feat. J-Luv & Xavier Naidoo                                               |
| 1999 | Skillz Still Ill                                                       | Erstveröffentlichung: 14. Mai 1999 Illmat!c feat. Xavier Naidoo & Moses Pelham                                           |
| 2000 | Trust in Love The Bastard Lookin 4 the Light                           | Erstveröffentlichung: 2000 Moses P. feat. Xavier Naidoo                                                                  |
| 2000 | 3P (Licence 2 Kill) Revolution (Rödelheim 1990–1999)                   | Erstveröffentlichung: 11. Juli 2000 3P pres. Moses Pelham, Thomas Hofmann, Illmat!c, Xavier Naidoo & Sabrina Setlur      |
| 2000 | Alles Evolution (Rödelheim 2000–2001)                                  | Erstveröffentlichung: 11. Juli 2000 Sabrina Setlur feat. Xavier Naidoo                                                   |
| 2001 | Gib mir Musik Die ganze Zeit                                           | Erstveröffentlichung: 26. Februar 2001 Edo Zanki & Friends                                                               |
| 2001 | Flashgott Searching for the Jan Soul Rebels                            | Erstveröffentlichung: 12. März 2001 Jan Delay feat. Xavier Naidoo & Dennis Dublate                                       |
| 2001 | Silver & Gold D.I.a.S.P.O.R.a                                          | Erstveröffentlichung: 28. Mai 2001 Sékou feat. Xavier Naidoo                                                             |
| 2001 | Way to Mars By Your Side                                               | Erstveröffentlichung: 11. Juni 2001 Somersault & Xavier Naidoo                                                           |
| 2001 | Über sieben Brücken mußt du gehn Zeit der großen Gefühle               | Erstveröffentlichung: 17. September 2001 Aki feat. Xavier Naidoo                                                         |
| 2001 | Soulmusic Von Innen nach Außen                                         | Erstveröffentlichung: 1. Oktober 2001 Curse feat. Xavier Naidoo                                                          |
| 2001 | Lichtarbeiter Chokmah                                                  | Erstveröffentlichung: 29. Oktober 2001 Nena feat. Xavier Naidoo                                                          |
| 2001 | Jeanny Dream No. 7                                                     | Erstveröffentlichung: 19. November 2001 Reamonn feat. Xavier Naidoo                                                      |
| 2001 | Adriano (Letzte Warnung) Lightkultur                                   | Erstveröffentlichung: 3. Dezember 2001 mit den Brothers Keepers                                                          |
| 2001 | Don’t Give Up Lightkultur                                              | Erstveröffentlichung: 3. Dezember 2001 mit den Brothers Keepers                                                          |
| 2002 | My Man Scheiß Auf Euren Hip Hop                                        | Erstveröffentlichung: 21. März 2002 MC Rene feat. Xavier Naidoo                                                          |
| 2002 | Wähl mich GBZ Connectz                                                 | Erstveröffentlichung: 2. September 2002 Dean feat. Xavier Naidoo                                                         |
| 2003 | Tu me manques Billy Bear                                               | Erstveröffentlichung: 10. Februar 2003 Stress feat. Xavier Naidoo                                                        |
| 2003 | I’ve Never Seen The World According to RZA                             | Erstveröffentlichung: 28. April 2003 RZA feat. Xavier Naidoo                                                             |
| 2003 | Love, Understanding & Respect Love & Respect                           | Erstveröffentlichung: 13. Mai 2003 Carl Carlton & The Song Dogs feat. Xavier Naidoo                                      |
| 2003 | Digital Garden                                                         | Erstveröffentlichung: 25. August 2003 Metaphysics feat. Xavier Naidoo                                                    |
| 2003 | Tanz Dirty Harry                                                       | Erstveröffentlichung: 27. Oktober 2003 Harris feat. Xavier Naidoo                                                        |
| 2003 | Schmetterling Unbegrenzt Haltbar!                                      | Erstveröffentlichung: 3. November 2003 Jazzkantine feat. Xavier Naidoo                                                   |
| 2003 | Exterminate The Madman’s Return                                        | Erstveröffentlichung: 1. Dezember 2003 Snap! feat. Xavier Naidoo                                                         |
| 2004 | Du bist nicht allein Zeichen der Zeit                                  | Erstveröffentlichung: 29. März 2004 mit Zeichen der Zeit                                                                 |
| 2004 | Serious The Hits: Reloaded                                             | Erstveröffentlichung: 1. Juni 2004 Kool & the Gang feat. Xavier Naidoo                                                   |
| 2004 | None of This Tripomatic Fairytales 3003                                | Erstveröffentlichung: 21. Juni 2004 Jam & Spoon feat. Xavier Naidoo                                                      |
| 2004 | Tage und Stunden B-Ständig                                             | Erstveröffentlichung: 12. Juni 2004 Bintia feat. Xavier Naidoo                                                           |
| 2004 | Denk’ ich an Dich Ich ruf nach dir                                     | Erstveröffentlichung: 19. Juli 2004 Yvonne Betz feat. Xavier Naidoo                                                      |
| 2004 | Für immer und Dich Für immer wie heute                                 | Erstveröffentlichung: 4. Oktober 2004 Marianne Rosenberg feat. Xavier Naidoo                                             |
| 2004 | Together Generation Next                                               | Erstveröffentlichung: 6. Oktober 2004 Prezident Brown feat. Xavier Naidoo                                                |
| 2004 | Everything Reminds Me of You They Call Me Hansi                        | Erstveröffentlichung: 18. Oktober 2004 James Last feat. Xavier Naidoo                                                    |
| 2004 | Du, Du, Du Ruf & Echo                                                  | Erstveröffentlichung: 17. November 2004 André Heller feat. Xavier Naidoo                                                 |
| 2004 | Liebster Du Ruf & Echo                                                 | Erstveröffentlichung: 17. November 2004 André Heller feat. Xavier Naidoo                                                 |
| 2004 | Schnitterlieder Ruf & Echo                                             | Erstveröffentlichung: 17. November 2004 André Heller feat. Xavier Naidoo                                                 |
| 2005 | Was hab ich dir angetan One                                            | Erstveröffentlichung: 29. März 2005 Kool Savas & Azad feat. Xavier Naidoo                                                |
| 2005 | Bereit Am I My Brother’s Keeper?                                       | Erstveröffentlichung: 24. April 2005 mit den Brothers Keepers                                                            |
| 2005 | Ich wünsch mir Schizogenie                                             | Erstveröffentlichung: 1. August 2005 Olli Banjo feat. Xavier Naidoo                                                      |
| 2005 | Schick mir ’nen Engel Zukunftsmusik                                    | Erstveröffentlichung: 8. August 2005 Tone feat. Xavier Naidoo                                                            |
| 2005 | Lass es nicht aufhören Im Rahmen der Möglichkeiten                     | Erstveröffentlichung: 14. Oktober 2005 Chima feat. Xavier Naidoo                                                         |
| 2005 | Dir allein Dreimal zehn Jahre                                          | Erstveröffentlichung: 18. November 2005 BAP feat. Xavier Naidoo                                                          |
| 2006 | Weiße Taube Game Over                                                  | Erstveröffentlichung: 31. März 2006 Azad feat. Xavier Naidoo                                                             |
| 2006 | Schall und Rauch Vocal Rendezvous                                      | Erstveröffentlichung: 19. Mai 2006 Al Di Meola feat. Xavier Naidoo                                                       |
| 2006 | Du gehst mit mir FFM                                                   | Erstveröffentlichung: 28. September 2006 D-Flame feat. Xavier Naidoo                                                     |
| 2006 | Hörst du mich FFM                                                      | Erstveröffentlichung: 28. September 2006 D-Flame feat. Xavier Naidoo                                                     |
| 2006 | With You For Majic Eyes Only                                           | Erstveröffentlichung: 1. Oktober 2006 Majestic 12 feat. Xavier Naidoo                                                    |
| 2006 | Ich trage dich David Generation                                        | Erstveröffentlichung: 17. November 2006 mit Zeichen der Zeit                                                             |
| 2007 | Kuglblids Kitchen Music                                                | Erstveröffentlichung: 19. Januar 2007 Thomas Siffling Trio feat. Xavier Naidoo                                           |
| 2007 | Euer Sohn Fokus: Rap                                                   | Erstveröffentlichung: 23. März 2007 Pal One feat. Xavier Naidoo                                                          |
| 2007 | Ein Leben Vidi                                                         | Erstveröffentlichung: 22. Juni 2007 Danny Fresh feat. Xavier Naidoo                                                      |
| 2007 | Ist es nicht so??? G.B.Z.Oholika III                                   | Erstveröffentlichung: 27. Juli 2007 Spezializtz feat. Xavier Naidoo                                                      |
| 2007 | People Like Them For the Queen                                         | Erstveröffentlichung: 14. September 2007 Tomcraft feat. Xavier Naidoo                                                    |
| 2007 | Ich gehör nicht Dir Der Schmetterlingseffekt                           | Erstveröffentlichung: 14. September 2007 Bass Sultan Hengzt feat. Xavier Naidoo                                          |
| 2007 | Ich wart auf Dich Direkt ins Blut 2                                    | Erstveröffentlichung: 28. September 2007 Wolf Maahn feat. Xavier Naidoo                                                  |
| 2008 | So leb dein Leben Wie nie                                              | Erstveröffentlichung: 1. Februar 2008 Tony Marshall feat. Xavier Naidoo; Original: Frank Sinatra – My Way                |
| 2008 | Sehnsucht                                                              | Erstveröffentlichung: 22. Februar 2008 Schiller feat. Xavier Naidoo                                                      |
| 2008 | Im Herz Dramaking                                                      | Erstveröffentlichung: 18. April 2008 Franky Kubrick feat. Xavier Naidoo                                                  |
| 2008 | Siagst As s’Nix                                                        | Erstveröffentlichung: 23. Mai 2008 Hubert von Goisern feat. Xavier Naidoo                                                |
| 2008 | 50 Ways to Leave Your Lover Showtime                                   | Erstveröffentlichung: 30. Mai 2008 Joana Zimmer feat. Xavier Naidoo                                                      |
| 2008 | Nie mehr frei Save Our Souls – S.O.S                                   | Erstveröffentlichung: 4. Juli 2008 K-Rings feat. Xavier Naidoo                                                           |
| 2008 | Nothing Else Matters Hells Kitchen                                     | Erstveröffentlichung: 4. Juli 2008 Jazzkantine feat. Xavier Naidoo; Original: Metallica                                  |
| 2008 | Stell dir vor Freiheit                                                 | Erstveröffentlichung: 26. September 2008 Curse feat. Xavier Naidoo                                                       |
| 2009 | Lass mich nicht hier Darum leben wir                                   | Erstveröffentlichung: 20. Februar 2009 Cassandra Steen feat. Xavier Naidoo                                               |
| 2009 | All the Shakin Air                                                     | Erstveröffentlichung: 27. Februar 2009 Andreas Vollenweider feat. Xavier Naidoo                                          |
| 2009 | The Golden Dancing Shoes Air                                           | Erstveröffentlichung: 27. Februar 2009 Andreas Vollenweider feat. Xavier Naidoo                                          |
| 2009 | Liebe bringt den Schmerz Möge der Himmel                               | Erstveröffentlichung: 13. März 2009 Vicky Leandros feat. Xavier Naidoo                                                   |
| 2009 | Sehn wir uns wieder Nichts passiert                                    | Erstveröffentlichung: 20. März 2009 Silbermond feat. Xavier Naidoo                                                       |
| 2009 | Der Mond ist aufgegangen Mondrausch                                    | Erstveröffentlichung: 27. März 2009 Pe Werner feat. Xavier Naidoo                                                        |
| 2009 | Wir sind keine Kinder mehr Dis wo ich herkomm                          | Erstveröffentlichung: 27. März 2009 Samy Deluxe feat. Xavier Naidoo                                                      |
| 2009 | Mein Traum Phantom                                                     | Erstveröffentlichung: 3. April 2009 Tone feat. Xavier Naidoo                                                             |
| 2009 | Weinen Wofür ich steh                                                  | Erstveröffentlichung: 9. Oktober 2009 Martin Kilger feat. Xavier Naidoo                                                  |
| 2009 | Bettler und König Leben                                                | Erstveröffentlichung: 16. Oktober 2009 Karel Gott feat. Xavier Naidoo                                                    |
| 2009 | Selam Volume Maximum                                                   | Erstveröffentlichung: 13. November 2009 Killa Hakan feat. Xavier Naidoo & Ceza                                           |
| 2009 | Großes Problem Movement                                                | Erstveröffentlichung: 13. November 2009 Monroe feat. Xavier Naidoo & Samy Deluxe                                         |
| 2010 | Schöner Tod Wunder                                                     | Erstveröffentlichung: 26. März 2010 Marq feat. Xavier Naidoo                                                             |
| 2010 | Wild vor Wut VocalPlay                                                 | Erstveröffentlichung: 30. April 2010 Naturally 7 feat. Xavier Naidoo                                                     |
| 2010 | Mein Weltbild Kopfdisco                                                | Erstveröffentlichung: 28. April 2010 Olli Banjo feat. Xavier Naidoo                                                      |
| 2010 | Spiegel Bart aber herzlich                                             | Erstveröffentlichung: 22. Oktober 2010 Bligg feat. Xavier Naidoo                                                         |
| 2011 | Was bringt unsere Liebe um Pink Mafia                                  | Erstveröffentlichung: 18. März 2011 Kitty Kat feat. Xavier Naidoo                                                        |
| 2011 | Believer Humanology                                                    | Erstveröffentlichung: 8. April 2011 Marla Glen feat. Xavier Naidoo                                                       |
| 2011 | Du Bist Ein Mensch Jenseits von Gut und Böse                           | Erstveröffentlichung: 13. Mai 2011 Bushido feat. Xavier Naidoo                                                           |
| 2011 | Was ist das Leben wert Die Fährte des Wolfes                           | Erstveröffentlichung: 15. Juli 2011 Pal One feat. Xavier Naidoo                                                          |
| 2011 | My Child Can’t Stand the Silence                                       | Erstveröffentlichung: 30. September 2011 Rea Garvey feat. Xavier Naidoo                                                  |
| 2011 | Aura                                                                   | Erstveröffentlichung: 11. November 2011 Kool Savas feat. Xavier Naidoo                                                   |
| 2011 | LMS 2012 Aura                                                          | Erstveröffentlichung: 11. November 2011 Kool Savas feat. Xavier Naidoo                                                   |
| 2011 | Come to Your Senses Legend                                             | Erstveröffentlichung: 11. November 2011 Queen Esther Marrow feat. Xavier Naidoo                                          |
| 2011 | This Life Legend                                                       | Erstveröffentlichung: 11. November 2011 Queen Esther Marrow feat. Xavier Naidoo                                          |
| 2012 | Zeitreise Lichter der Stadt                                            | Erstveröffentlichung: 16. März 2012 Unheilig feat. Xavier Naidoo                                                         |
| 2012 | What a Wonderful World Songs Domingo                                   | Erstveröffentlichung: 19. Oktober 2012 Plácido Domingo feat. Xavier Naidoo; Original: Louis Armstrong                    |
| 2012 | Eye Opener Features                                                    | Erstveröffentlichung: 2. November 2012 Kris Menace feat. Xavier Naidoo                                                   |
| 2014 | Mein Baum Dynamit                                                      | Erstveröffentlichung: 9. Mai 2014 Olli Banjo feat. Xavier Naidoo                                                         |
| 2014 | Ich hau ab Unperfekt                                                   | Erstveröffentlichung: 30. Mai 2014 Mateo feat. Xavier Naidoo                                                             |
| 2015 | Danke Unvergesslich                                                    | Erstveröffentlichung: 20. Februar 2015 Nico Suave feat. Xavier Naidoo                                                    |
| 2015 | I Just Want to Play Up                                                 | Erstveröffentlichung: 27. Februar 2015 Nils Wülker feat. Xavier Naidoo                                                   |
| 2015 | Fata Morgana                                                           | Erstveröffentlichung: 12. Juni 2015 KC Rebell feat. Xavier Naidoo                                                        |
| 2015 | Leb dieses Leben J.G.U.D.Z.S. – Jung genug um drauf zu scheissen       | Erstveröffentlichung: 19. Juni 2015 Kay One feat. Xavier Naidoo                                                          |
| 2015 | Wer hält die Welt an Achtung                                           | Erstveröffentlichung: 18. September 2015 Pur feat. Xavier Naidoo                                                         |
| 2015 | No Diggity Dos Bros                                                    | Erstveröffentlichung: 25. September 2015 The BossHoss feat. Xavier Naidoo                                                |
| 2015 | Jetzt oder nie Sieben Weltmeere                                        | Erstveröffentlichung: 2. Oktober 2015 Cr7z feat. Xavier Naidoo                                                           |
| 2015 | Zurück zum Anfang Sieben Weltmeere                                     | Erstveröffentlichung: 2. Oktober 2015 Cr7z feat. Xavier Naidoo                                                           |
| 2015 | How Many Times Explosion                                               | Erstveröffentlichung: 9. Oktober 2015 David Garrett feat. Xavier Naidoo                                                  |
| 2015 | Wenn du schläfst (live) Eine Nacht in der Oper                         | Erstveröffentlichung: 16. Oktober 2015 Die Prinzen feat. Xavier Naidoo; Original: Söhne Mannheims                        |
| 2015 | Wer ist der Typ (live) Eine Nacht in der Oper                          | Erstveröffentlichung: 16. Oktober 2015 Die Prinzen feat. Xavier Naidoo                                                   |
| 2015 | Vom Himmel hoch, da komm ich her Weihnachten                           | Erstveröffentlichung: 13. November 2015 Helene Fischer feat. Xavier Naidoo                                               |
| 2015 | Bad, Bad Leroy Brown (Live) Cicero Sings Sinatra – Live in Hamburg     | Erstveröffentlichung: 27. November 2015 Roger Cicero feat. Sasha, Xavier Naidoo & Yvonne Catterfeld; Original: Jim Croce |
| 2015 | New York, New York (Live) Cicero Sings Sinatra – Live in Hamburg       | Erstveröffentlichung: 27. November 2015 Roger Cicero feat. Xavier Naidoo; Original: Liza Minnelli                        |
| 2016 | Zwei Prinzessinnen Daemon                                              | Erstveröffentlichung: 15. Januar 2016 Laas Unltd. feat. Xavier Naidoo                                                    |
| 2016 | Liebe & Hass Leben II                                                  | Erstveröffentlichung: 15. Januar 2016 Azad feat. Xavier Naidoo                                                           |
| 2016 | Endlich angekommen Rot und blau                                        | Erstveröffentlichung: 25. März 2016 Kenay feat. Xavier Naidoo                                                            |
| 2016 | Wer hat etwas anderes gesagt Blut                                      | Erstveröffentlichung: 27. Mai 2016 Farid Bang feat. Xavier Naidoo                                                        |
| 2016 | Der Fels Seelenbeben (Heimspiel Edition)                               | Erstveröffentlichung: 12. August 2016 Andrea Berg feat. Xavier Naidoo                                                    |
| 2016 | Sternenträumer Seelenbeben (Heimspiel Edition)                         | Erstveröffentlichung: 12. August 2016 Andrea Berg feat. Xavier Naidoo                                                    |
| 2016 | Egolfim Amarena                                                        | Erstveröffentlichung: 19. August 2016 Muso feat. Xavier Naidoo                                                           |
| 2016 | Weit weg Mutterschiff                                                  | Erstveröffentlichung: 23. September 2016 Afrob feat. Xavier Naidoo                                                       |
| 2016 | Ich tue es aus Liebe Best of 2002–2016 (Limited-Version International) | Erstveröffentlichung: 4. November 2016 Seven feat. Xavier Naidoo                                                         |
| 2016 | So weit so gut Die Leichtigkeit Des Seins                              | Erstveröffentlichung: 11. November 2016 Gregor Meyle feat. Xavier Naidoo                                                 |
| 2016 | A Meinung haben (Unplugged) MTV Unplugged                              | Erstveröffentlichung: 25. November 2016 Andreas Gabalier feat. Xavier Naidoo                                             |
| 2018 | Adriano (SaMTV Unplugged) SaMTV Unplugged                              | Erstveröffentlichung: 31. August 2018 Samy Deluxe feat. Afrob, Denyo, Xavier Naidoo, Torch & Megaloh                     |
| 2019 | Ich bin wegen dir hier Mosaik                                          | Erstveröffentlichung: 5. April 2019 Andrea Berg feat. Xavier Naidoo                                                      |
| 2019 | Freisein Bling Bling                                                   | Erstveröffentlichung: 14. Juni 2019 Juju feat. Xavier Naidoo                                                             |
| 2019 | Nie mehr allein Augen Husky                                            | Erstveröffentlichung: 12. September 2019 Olexesh feat. Xavier Naidoo                                                     |
| 2019 | Nur mit dir Supersize                                                  | Erstveröffentlichung: 20. September 2019 Shirin David feat. Xavier Naidoo                                                |
| 2020 | Hast du jemals Für immer                                               | Erstveröffentlichung: 24. Januar 2020 Vanessa Mai feat. Xavier Naidoo                                                    |
| 2025 | Der Anfang vom Ende Letzte Worte                                       | Erstveröffentlichung: 24. Januar 2025 Moses Pelham feat. Xavier Naidoo                                                   |
| 2025 | Sound Good Letzte Worte                                                | Erstveröffentlichung: 24. Januar 2025 Moses Pelham feat. Xavier Naidoo                                                   |

| Jahr | Titel Album                                                                              | Anmerkungen |
| ---- | ---------------------------------------------------------------------------------------- | --- |
| 2001 | Die Dinge singen hör ich so gern Rilke Projekt – Bis an alle Sterne                      | Erstveröffentlichung: März 2001                                                                                            |
| 2001 | Lied (du, nur du) Rilke Projekt – Bis an alle Sterne                                     | Erstveröffentlichung: März 2001 mit Ben Becker                                                                             |
| 2001 | Don’t Give Up Lightkultur                                                                | Erstveröffentlichung: 3. Dezember 2001 mit Bantu & Jah Meek                                                                |
| 2002 | Über den Wolken Hommage an Reinhard Mey                                                  | Erstveröffentlichung: 2. Dezember 2002 Original: Reinhard Mey                                                              |
| 2004 | Du sanftestes Gesetz Rilke Projekt III – Überfliessende Himmel                           | Erstveröffentlichung: 15. März 2004 mit Wolfgang Niedecken                                                                 |
| 2004 | Ist es möglich Rilke Projekt III – Überfliessende Himmel                                 | Erstveröffentlichung: 15. März 2004 mit Wolfgang Niedecken                                                                 |
| 2004 | Alle Zeichen Zeichen der Zeit                                                            | Erstveröffentlichung: 29. März 2004                                                                                        |
| 2004 | 2ter Bildungsweg Rapper’s Delight                                                        | Erstveröffentlichung: 7. Juni 2004 mit Tone                                                                                |
| 2004 | Dieses Mal (Sommer unseres Lebens) Rapper’s Delight                                      | Erstveröffentlichung: 7. Juni 2004                                                                                         |
| 2004 | I Don’t Know Why Am I My Brother’s Keeper?                                               | Erstveröffentlichung: 25. April 2005 mit Don Abi & Jah Meek                                                                |
| 2006 | Amsterdam Superstars Singen Jacques Brel                                                 | Erstveröffentlichung: 24. März 2006 Original: Jacques Brel                                                                 |
| 2006 | Außer deiner Liebe David Generation                                                      | Erstveröffentlichung: 17. November 2006 mit Yvonne Betz, Bintia, Jutta Gück, Stefan Klieme & Cassandra Steen               |
| 2006 | Es ist vorbei David Generation                                                           | Erstveröffentlichung: 17. November 2006 mit Stefan Klieme, Della Miles & Cassandra Steen                                   |
| 2006 | Fürchte dich nicht David Generation                                                      | Erstveröffentlichung: 17. November 2006 mit Stefan Klieme                                                                  |
| 2006 | Jesus sagt David Generation                                                              | Erstveröffentlichung: 17. November 2006                                                                                    |
| 2006 | Spezialize in Love David Generation                                                      | Erstveröffentlichung: 17. November 2006 mit Patrick Nuo                                                                    |
| 2006 | What If David Generation                                                                 | Erstveröffentlichung: 17. November 2006 mit Stefan Klieme, Della Miles, Patrick Nuo & Cassandra Steen                      |
| 2006 | Wir marschieren David Generation                                                         | Erstveröffentlichung: 17. November 2006 mit Mischa Marin & Patrick Nuo                                                     |
| 2007 | Der Liebende Hesse-Projekt                                                               | Erstveröffentlichung: 16. März 2007                                                                                        |
| 2007 | Das letzte Lied Söhne, Mond & Sterne                                                     | Erstveröffentlichung: 31. August 2007                                                                                      |
| 2007 | The Beat Is Gonna Get You Söhne, Mond & Sterne                                           | Erstveröffentlichung: 31. August 2007 Ralf Gustke feat. Xavier Naidoo                                                      |
| 2007 | Psalm 136 Das Psalmenprojekt – Vom Aufgang der Sonne                                     | Erstveröffentlichung: 9. November 2007                                                                                     |
| 2008 | Mut zur Veränderung Begegnung                                                            | Erstveröffentlichung: 26. September 2008 feat. Danny Fresh                                                                 |
| 2010 | Psalm 12 Das Psalmenprojekt – Das Wasser des Lebens                                      | Erstveröffentlichung: 22. Oktober 2010                                                                                     |
| 2012 | Heroes/Helden The Voice of Germany: Die Highlights                                       | Erstveröffentlichung: 28. Januar 2012 Original: David Bowie; mit Nena, Rea Garvey & The BossHoss                           |
| 2014 | Amoi seg’ ma uns wieder Sing meinen Song – Das Tauschkonzert                             | Erstveröffentlichung: 16. Mai 2014 Original: Andreas Gabalier                                                              |
| 2014 | Du bist das Licht Sing meinen Song – Das Tauschkonzert                                   | Erstveröffentlichung: 16. Mai 2014 Original: Gregor Meyle                                                                  |
| 2014 | Und wenn dein Lied Sing meinen Song – Das Tauschkonzert                                  | Erstveröffentlichung: 16. Mai 2014 Original: Söhne Mannheims – Und wenn ein Lied; mit den Sing meinen Song Allstars        |
| 2014 | Hallelujah Sing meinen Song – Das Weihnachtskonzert                                      | Erstveröffentlichung: 5. Dezember 2014 Original: Leonard Cohen                                                             |
| 2014 | Still, still, still Sing meinen Song – Das Weihnachtskonzert                             | Erstveröffentlichung: 5. Dezember 2014                                                                                     |
| 2015 | Abenteuerland Sing meinen Song – Das Tauschkonzert, Vol. 2                               | Erstveröffentlichung: 5. Juni 2015 Original: Pur                                                                           |
| 2015 | Auf uns Sing meinen Song – Das Tauschkonzert, Vol. 2                                     | Erstveröffentlichung: 5. Juni 2015 Original: Andreas Bourani; mit den Sing meinen Song Allstars                            |
| 2015 | Die Zeit des Wartens Sing meinen Song – Das Tauschkonzert, Vol. 2                        | Erstveröffentlichung: 5. Juni 2015 Original: Yvonne Catterfeld                                                             |
| 2015 | Frei Sing meinen Song – Das Tauschkonzert, Vol. 2                                        | Erstveröffentlichung: 5. Juni 2015 Original: Daniel Wirtz                                                                  |
| 2015 | Mitten unterm Jahr Sing meinen Song – Das Tauschkonzert, Vol. 2                          | Erstveröffentlichung: 5. Juni 2015 Original: Christina Stürmer                                                             |
| 2015 | Little Drummer Boy Sing meinen Song – Das Weihnachtskonzert, Vol. 2                      | Erstveröffentlichung: 4. Dezember 2015                                                                                     |
| 2015 | The Power of Love Sing meinen Song – Das Weihnachtskonzert, Vol. 2                       | Erstveröffentlichung: 4. Dezember 2015 Original: Frankie Goes to Hollywood                                                 |
| 2016 | Das Gefühl Sing meinen Song – Das Tauschkonzert, Vol. 3                                  | Erstveröffentlichung: 29. April 2016 Original: Annett Louisan                                                              |
| 2016 | Go Slow Sing meinen Song – Das Tauschkonzert, Vol. 3                                     | Erstveröffentlichung: 29. April 2016 Original: Seven                                                                       |
| 2016 | Songs sind Träume Sing meinen Song – Das Tauschkonzert, Vol. 3                           | Erstveröffentlichung: 29. April 2016 Original: BAP                                                                         |
| 2016 | Weck mich auf Sing meinen Song – Das Tauschkonzert, Vol. 3                               | Erstveröffentlichung: 29. April 2016 Original: Samy Deluxe                                                                 |
| 2016 | Wunder gescheh’n Sing meinen Song – Das Tauschkonzert, Vol. 3                            | Erstveröffentlichung: 29. April 2016 Original: Nena                                                                        |
| 2016 | Ein neues Jahr Sing meinen Song – Das Weihnachtskonzert, Vol. 3                          | Erstveröffentlichung: 9. Dezember 2016                                                                                     |
| 2016 | Ihr Kinderlein, kommet Sing meinen Song – Das Weihnachtskonzert, Vol. 3                  | Erstveröffentlichung: 9. Dezember 2016                                                                                     |
| 2017 | Was wir alleine nicht schaffen Sesamstraße präsentiert – Ernie und Bert singen mit Stars | Erstveröffentlichung: 27. Januar 2017 mit Ernie & Bert                                                                     |
| 2017 | Für immer Xaviers Wunschkonzert                                                          | Erstveröffentlichung: 31. März 2017 Original: Warlock; mit Laith Al-Deen                                                   |
| 2017 | The Cat Xaviers Wunschkonzert                                                            | Erstveröffentlichung: 31. März 2017 Original: Tom Gaebel                                                                   |
| 2017 | (Your Love Keeps Lifting Me) Higher and Higher Xaviers Wunschkonzert, Vol. 2             | Erstveröffentlichung: 9. Juni 2017 Original: Jackie Wilson                                                                 |
| 2017 | Can’t Wait Until Tonight Xaviers Wunschkonzert, Vol. 2                                   | Erstveröffentlichung: 9. Juni 2017 Original: Max Mutzke; mit Cassandra Steen                                               |
| 2017 | Ein Bett im Kornfeld Xaviers Wunschkonzert, Vol. 2                                       | Erstveröffentlichung: 9. Juni 2017 Original: Jürgen Drews; mit Henning Wehland                                             |
| 2017 | Mama Loo Xaviers Wunschkonzert, Vol. 2                                                   | Erstveröffentlichung: 9. Juni 2017 Original: The Les Humphries Singers; mit Drews, Mutzke, Steen & Wehland                 |
| 2017 | Amoi seg’ ma uns wieder Xaviers Wunschkonzert, Vol. 3                                    | Erstveröffentlichung: 25. August 2017 Original: Andreas Gabalier; mit Heinz Rudolf Kunze & Nicole                          |
| 2017 | Dein ist mein ganzes Herz Xaviers Wunschkonzert, Vol. 3                                  | Erstveröffentlichung: 25. August 2017 Original: Heinz Rudolf Kunze                                                         |
| 2017 | Ein bißchen Frieden Xaviers Wunschkonzert, Vol. 3                                        | Erstveröffentlichung: 25. August 2017 Original: Nicole; mit Joel Brandenstein, Heinz Rudolf Kunze, Nicole & Seven          |
| 2017 | Papa Was a Rollin’ Stone Xaviers Wunschkonzert, Vol. 3                                   | Erstveröffentlichung: 25. August 2017 Original: The Temptations; mit Seven                                                 |
| 2017 | Tears in Heaven Xaviers Wunschkonzert, Vol. 3                                            | Erstveröffentlichung: 25. August 2017 Original: Eric Clapton; mit Seven                                                    |
| 2017 | Can’t Buy Me Love Xaviers Wunschkonzert, Vol. 4                                          | Erstveröffentlichung: 29. September 2017 Original: The Beatles; mit Lions Head                                             |
| 2017 | Goldener Reiter Xaviers Wunschkonzert, Vol. 4                                            | Erstveröffentlichung: 29. September 2017 Original: Joachim Witt; mit Pohlmann                                              |
| 2017 | Cheri, Cheri Lady Xaviers Wunschkonzert, Vol. 5                                          | Erstveröffentlichung: 3. November 2017 Original: Modern Talking; mit Kai Wingenfelder                                      |
| 2017 | Every Breath You Take Xaviers Wunschkonzert, Vol. 5                                      | Erstveröffentlichung: 3. November 2017 Original: The Police; mit Mandy Grace Capristo                                      |
| 2017 | Geh davon aus Xaviers Wunschkonzert, Vol. 5                                              | Erstveröffentlichung: 3. November 2017 Original: Söhne Mannheims; mit Gregor Meyle                                         |
| 2017 | Love Is in the Air Xaviers Wunschkonzert, Vol. 5                                         | Erstveröffentlichung: 3. November 2017 Original: John Paul Young; mit Thomas Anders                                        |
| 2017 | Could You Be Loved Xaviers Wunschkonzert, Vol. 6                                         | Erstveröffentlichung: 8. Dezember 2017 Original: Bob Marley                                                                |
| 2017 | Die kleine Kneipe Xaviers Wunschkonzert, Vol. 6                                          | Erstveröffentlichung: 8. Dezember 2017 Original: Peter Alexander                                                           |
| 2017 | Dirndlrock Xaviers Wunschkonzert, Vol. 6                                                 | Erstveröffentlichung: 8. Dezember 2017 Original: Stefanie Hertel; mit Ivy Quainoo & Mic Donet                              |
| 2017 | Hallelujah Xaviers Wunschkonzert, Vol. 6                                                 | Erstveröffentlichung: 8. Dezember 2017 Original: Leonard Cohen; mit Ivy Quainoo, Mic Donet, Johnny Logan & Stefanie Hertel |
| 2017 | Hold Me Now Xaviers Wunschkonzert, Vol. 6                                                | Erstveröffentlichung: 8. Dezember 2017 Original: Johnny Logan; mit Stefanie Hertel                                         |

| Jahr | Titel Soundtrack                                     | Anmerkungen                                           |
| ---- | ---------------------------------------------------- | ----------------------------------------------------- |
| 1999 | Sie sieht mich nicht Asterix und Obelix gegen Caesar | Erstveröffentlichung: 22. März 1999                   |
| 2007 | One Way                                              | Erstveröffentlichung: 27. Januar 2007                 |
| 2010 | A New Horizon Konferenz der Tiere                    | Erstveröffentlichung: 8. Oktober 2010 mit Naturally 7 |
| 2010 | Wild vor Wut Konferenz der Tiere                     | Erstveröffentlichung: 8. Oktober 2010 mit Naturally 7 |
| 2018 | Bruder Familiye                                      | Erstveröffentlichung: 4. Mai 2018                     |

### Videoalben
| Jahr | Titel Musiklabel                                              | Anmerkungen                                                                                  |
| ---- | ------------------------------------------------------------- | -------------------------------------------------------------------------------------------- |
| 2005 | Telegramm für X Naidoo Records                                | Erstveröffentlichung: 25. November 2005 CD+DVD; Verkäufe werden dem Studioalbum hinzuaddiert |
| 2008 | Live Naidoo Records                                           | Erstveröffentlichung: 30. Mai 2008 CD+DVD; Verkäufe werden dem Livealbum hinzuaddiert        |
| 2010 | Alles kann besser werden – live Naidoo Records                | Erstveröffentlichung: 12. November 2010 CD+DVD; Verkäufe werden dem Livealbum hinzuaddiert   |
| 2013 | Danke für’s Zuhören – Liedersammlung 1998–2012 Naidoo Records | Erstveröffentlichung: 13. Dezember 2013 CD+DVD; Verkäufe werden der Kompilation hinzuaddiert |
| 2014 | Hört, Hört! Live von der Waldbühne Naidoo Records             | Erstveröffentlichung: 28. November 2014 CD+DVD; Verkäufe werden dem Livealbum hinzuaddiert   |

## Statistik

### Chartauswertung
Die folgende Aufstellung beinhaltet eine Übersicht über die Charterfolge Naidoos in den Album- und Singlecharts. In Deutschland besteht die Besonderheit, dass Videoalben sich ebenfalls in den Albumcharts platzieren, in den weiteren Ländern stammen die Chartausgaben aus den Musik-DVD-Charts.

#### Interpretationen
|                     | DE     | AT     | CH     |
| ------------------- | ------ | ------ | ------ |
| Nummer-eins-Alben   | DE9DE  | AT5AT  | CH5CH  |
| Top-10-Alben        | DE14DE | AT12AT | CH10CH |
| Alben in den Charts | DE16DE | AT17AT | CH14CH |

|                       | DE     | AT     | CH     |
| --------------------- | ------ | ------ | ------ |
| Nummer-eins-Singles   | DE2DE  | AT—AT  | CH—CH  |
| Top-10-Singles        | DE14DE | AT5AT  | CH5CH  |
| Singles in den Charts | DE57DE | AT44AT | CH37CH |

|                          | DE    | AT    | CH    |
| ------------------------ | ----- | ----- | ----- |
| Nummer-eins-Videoalben   | DE—DE | AT2AT | CH—CH |
| Top-10-Videoalben        | DE—DE | AT2AT | CH1CH |
| Videoalben in den Charts | DE—DE | AT2AT | CH1CH |

#### Autorenbeteiligungen und Produktionen
|                       | DE     | AT     | CH     |
| --------------------- | ------ | ------ | ------ |
| Nummer-eins-Singles   | DE3DE  | AT—AT  | CH—CH  |
| Top-10-Singles        | DE17DE | AT7AT  | CH6CH  |
| Singles in den Charts | DE58DE | AT44AT | CH36CH |

|                       | DE     | AT     | CH     |
| --------------------- | ------ | ------ | ------ |
| Nummer-eins-Singles   | DE3DE  | AT—AT  | CH—CH  |
| Top-10-Singles        | DE9DE  | AT7AT  | CH5CH  |
| Singles in den Charts | DE38DE | AT30AT | CH23CH |

### Auszeichnungen für Musikverkäufe
| Silberne Schallplatte - Europa (Impala) - 2016: für das Album Danke für’s Zuhören – Liedersammlung 1998–2012 2× Goldene Schallplatte - Europa (Impala) - 2016: für das Album Gespaltene Persönlichkeit Platin-Schallplatte - Europa (IFPI) - 2000: für das Album Nicht von dieser Welt - Europa (Impala) - 2011: für das Album Alles kann besser werden | 2× Platin-Schallplatte - Europa (Impala) - 2016: für das Album Zwischenspiel – Alles für den Herrn - 2016: für das Album Telegramm für X Diamantene Schallplatte - Europa (Impala) - 2016: für das Album … Alles Gute vor uns … - 2016: für das Album Bei meiner Seele |

Anmerkung: Auszeichnungen in Ländern aus den Charttabellen bzw. Chartboxen sind in ebendiesen zu finden.
| Land/RegionAuszeichnungen für Musikverkäufe (Land/Region, Auszeichnungen, Verkäufe, Quellen) | Silber  | Gold       | Platin       | Diamant     | Verkäufe    | Quellen                                                   |
| -------------------------------------------------------------------------------------------- | ------- | ---------- | ------------ | ----------- | ----------- | --------------------------------------------------------- |
| Deutschland (BVMI)                                                                           | —       | 14× Gold14 | 18× Platin18 | —           | 6.625.000   | musikindustrie.de                                         |
| Europa (IFPI)                                                                                | —       | —          | Platin1      | —           | (1.000.000) | ifpi.org (Memento vom 1. Januar 2014 im Internet Archive) |
| Europa (Impala)                                                                              | Silber1 | 2× Gold2   | 5× Platin5   | 2× Diamant2 | (2.570.000) | impalamusic.org                                           |
| Österreich (IFPI)                                                                            | —       | 4× Gold4   | 4× Platin4   | —           | 192.500     | ifpi.at                                                   |
| Schweiz (IFPI)                                                                               | —       | 5× Gold5   | 4× Platin4   | —           | 260.000     | hitparade.ch                                              |
| Insgesamt                                                                                    | Silber1 | 25× Gold25 | 32× Platin32 | 2× Diamant2 |             |                                                           |